# 想見你 (電視劇)
《想見你》是福斯傳媒集團和三鳳製作於2019年推出的臺灣電視劇。由黃天仁執導，簡奇峯、林欣慧執筆，柯佳嬿、許光漢、施柏宇、顏毓麟主演。該劇受文化部影視及流行音樂產業局補助新臺幣2,200萬元，由華聯國際聯合投資製作。2019年11月17日至2020年2月16日於中視主頻首播，隔週六於衛視中文台聯播，劇末播出幕後花絮《想見你 不見不散》。本劇以新穎縝密的故事情節，收穫劇評與觀眾的普遍好評，亦於亞洲各地引起廣泛迴響，並獲得第55屆金鐘獎戲劇節目獎、戲劇節目女主角獎、戲劇節目編劇獎及節目創新獎。
劇情描述2019年的黃雨萱在失去交往多年的男友王詮勝後，憑藉著思念回到1998年、靈魂穿越成為另一個和自己長得一模一樣的女孩陳韻如，並遇到和她逝世的男友長得一模一樣的男孩李子維，以及默默守候陳韻如的莫俊傑，在種種謎團和複雜交錯的時空之中，嘗試改變過去和未來的命運。故事融合多種類型元素、探討「自我認同」議題，引領觀眾在反轉不斷的劇情中抽絲剝繭。

## 製作

### 背景
編劇簡奇峯和林欣慧是長年合作的默契搭檔，這是他們與導演黃天仁三度合作。簡奇峯表示《想見你》的創作契機，來自製作人麻怡婷提出想做出一部「讓人看了不知不覺就掉下淚的戲」，他為此苦惱許久，「直到有天我夢到自己在趕稿，在寫一對相戀多年的男女，以倒敘法從他們成年回溯到高中時期，找出兩人相愛的證據」，他將這個夢境告訴林欣慧，兩人歷時三年構思、花費一年編寫劇本，被形容是「神抓著編劇的手寫劇本」。
製作人麻怡婷表示籌備時最困難的部分，第一是前期選角，因主要演員多為一人分飾兩角、需要有一定的演技，男女主角的組合亦需讓人耳目一新；第二是場景，需還原劇中1998年的年代感，與現代的2019年做出區別且不突兀。編劇表示他們在編寫劇本創作時擁有很大的創作自由和主導權，不完全依製作方的要求修改，讓許多奇妙的想法都能保留下來。簡奇峯說創作時很難用短時間呈現出時空觀，直到導演黃天仁提出莫比烏斯環的概念，才快速地建立起想法。導演透露拍攝期間為了故事和角色，與編劇有許多意見衝突，最後各退一步才達成平衡，他認為能拍到一部劇種新穎、劇本近乎完美的戲，是所有導演夢寐以求的。
編劇表示他們喜歡挑戰他人不敢寫的議題，而《想見你》在多種元素的包裝下，真正包裹的議題為「青少年認同」。林欣慧表示三位主角身上都有特別之處，但他們無法面對自身的特質。簡奇峯也認為每個人的內心感受相當重要，所以他們在開頭花費整集的篇幅來描述黃雨萱壓抑內心悲傷的過程。雖然劇情的時空觀破碎又複雜，但他們在創作時思路非常清楚，簡奇峯發現觀眾難以跳脫過往戲劇的穿越設定，覺得「靈魂相見世界會毀滅」，因此他們決定創造《想見你》獨有的故事設定。此外，主要角色名實際是取自簡奇峯求學時期的同學，僅有黃雨萱是慢慢發想而來的。
本劇最初劇名為《已讀不回》，後因撞名而改為《愛，已讀不回》。在劇情加入「主角因有想見某人的執念才得以穿越時空」的元素後，才發想出英文劇名《Someday or One Day》，代表著「有一種可能，有一天當未來是過去，而過去也是未來？」和「想見你的這件事，不曾只在某一天，而是從過去到未來，又從未來到過去」之涵義。劇本以《想見你》作為副標，最終做為正式劇名。

### 演員

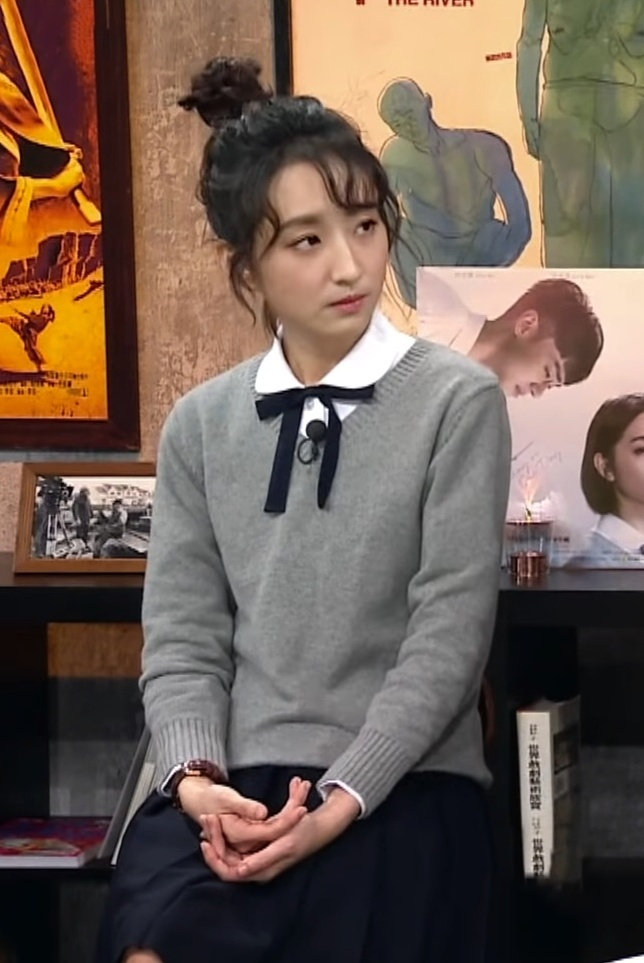
柯佳嬿飾演黃雨萱和陳韻如

柯佳嬿飾演黃雨萱及陳韻如，她繼《必娶女人》與編劇二度合作。製作人麻怡婷認為柯佳嬿入行這麼多年以來，眼神還是非常的清澈、沒有被大環境所汙染，剛好是飾演劇中17歲的陳韻如所需要的，編劇表示在創作時就以柯佳嬿為雛形，認為她同時具備兩個角色的特質。黃雨萱和陳韻如的角色性格大不相同，前者活潑自信，後者則內向安靜，柯佳嬿因為自身經驗對於陳韻如這個角色很有共鳴，在拍完一場戲後忍不住落淚，她說陳韻如是很想得到幸福的人，但她發現大家、甚至是她喜歡的李子維都喜歡黃雨萱。她說自己在求學時期也很內向，到哪都覺得和所有人及環境格格不入，她說去擁抱自己的全部是非常重要的，並鼓勵有相同經歷的人要去感受自己的心境變化。柯佳嬿認為《想見你》是她拍戲以來較爲辛苦的作品，但她很開心在角色中感受到許多前所未有的狀態。在揣摩角色時，她必須長時間處在很悲傷和想念的情緒裡，回家看劇本和角色的情緒共感，光是看著就會哭得無法準備。她表示自己在殺青當下沒有真實感，感覺還能繼續拍下去，這部劇也讓她找回對表演的熱忱，她說很難得遇見類型很特別、自己也非常喜愛的故事，讓她「用盡一生的愛去演」。

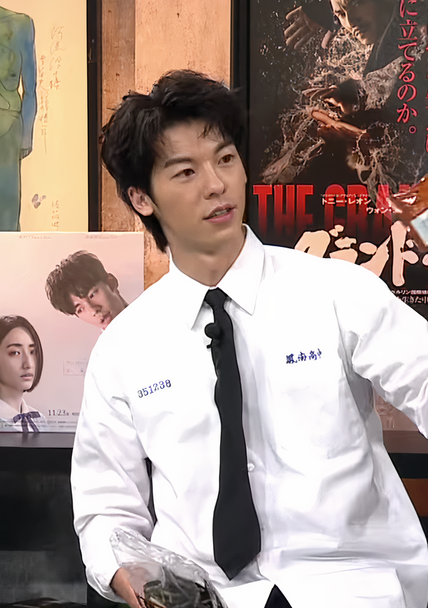
許光漢飾演李子維和王詮勝

許光漢飾演李子維及王詮勝，他繼《稍息立正我愛你》與導演和編劇二度合作。製作人麻怡婷表示在多年前他尚未演出《植劇場》時就曾見過他，當時在他身上看到許多特質，認為他擁有其他演員所沒有的、既乾淨又亦邪亦正的特殊氣質，讓人覺得有個老靈魂、卻又不過於世故。編劇簡奇峯也透露起初是麻怡婷提出讓還是新人的許光漢擔綱男主角，並表示在先前與其合作時就感受到他的魅力。李子維的角色年齡從17歲橫跨至30代末段，要演出高中時期的陽光燦爛，到成年時期的穩重滄桑，許光漢表示這對他來說是很困難的挑戰，尤其他在接連拍攝電影《陽光普照》及劇集《罪夢者》後，短時間隨即投入本劇拍攝，因此對角色沒有太多時間的準備和揣摩，他認為讓心態符合角色狀態是最重要的他在詮釋真正的王詮勝時，相較於李子維的爽朗，詮勝則較為陰柔細膩，他參考自己看過的電影作為範本，認為詮勝比較把自己當成女生，所以走路的步伐會比較小、舉止也較溫柔，在演繹時盡量和子維的性格做出反差和區隔。

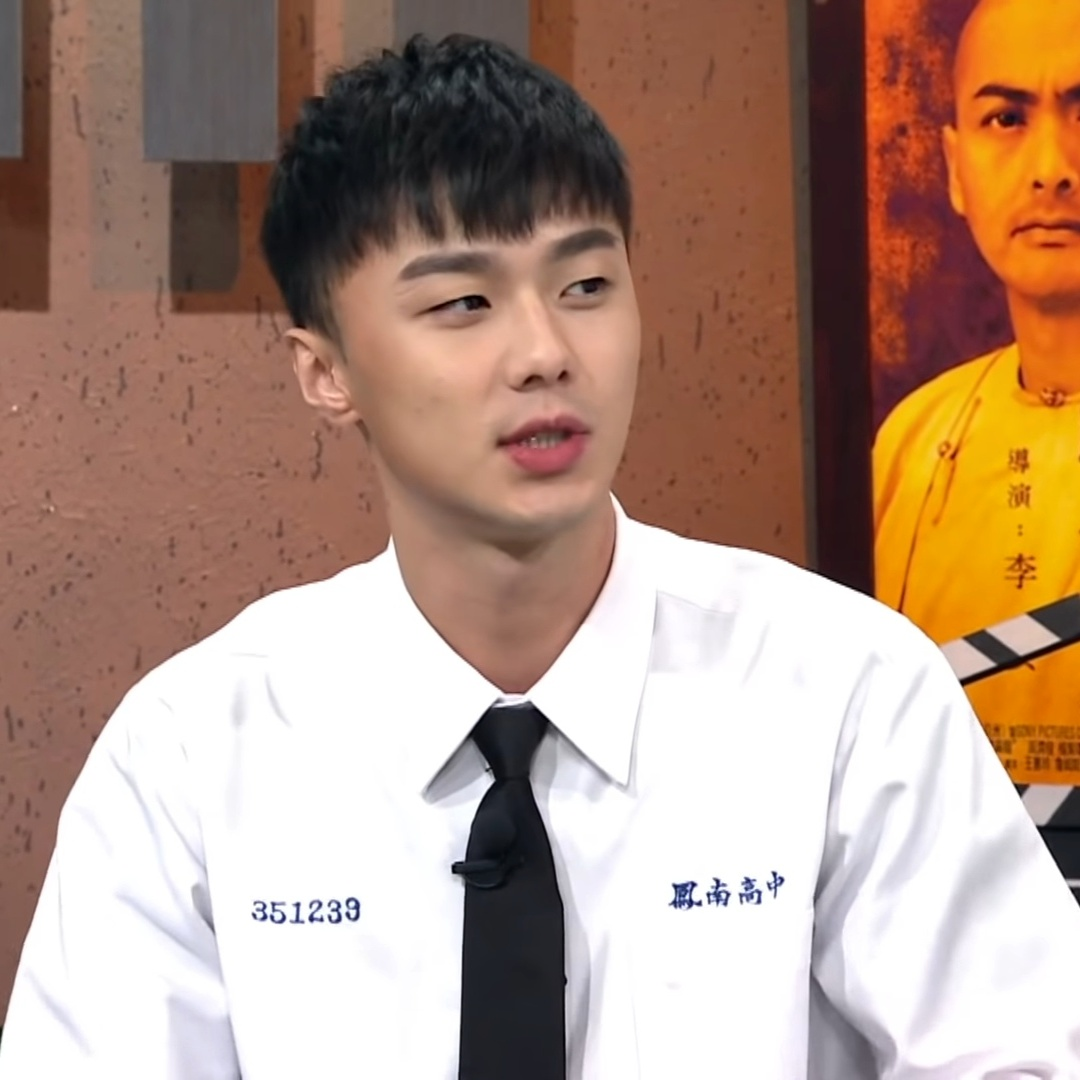
施柏宇飾演莫俊傑

施柏宇飾演莫俊傑。編劇簡奇峯說在選角時曾對候補演員進行投票，施柏宇因試鏡表現突出而全票過關，製作人麻怡婷也認為他本身的特質與角色相當符合。莫俊傑從小因耳疾，右耳必須戴著助聽器，因而遭受霸凌，施柏宇說自己在學生時期也曾有被霸凌的經驗，剛好將自身經歷套入角色。他也透露在拍攝時，總會站在柯佳嬿和許光漢的右後方，用左耳聽他們說話。施柏宇相較於其他主演，較缺乏演戲經驗，因此在拍攝期間給自己很大的壓力，覺得自己拖累劇組和演員，他感覺大家都越來越進入狀況，自己反而還停滯不前，甚至躲進衣櫃自我檢討，直到許光漢和柯佳嬿開導他，他才漸漸融入開竅，他也表示在拍完這部戲學到很多表演的經驗。

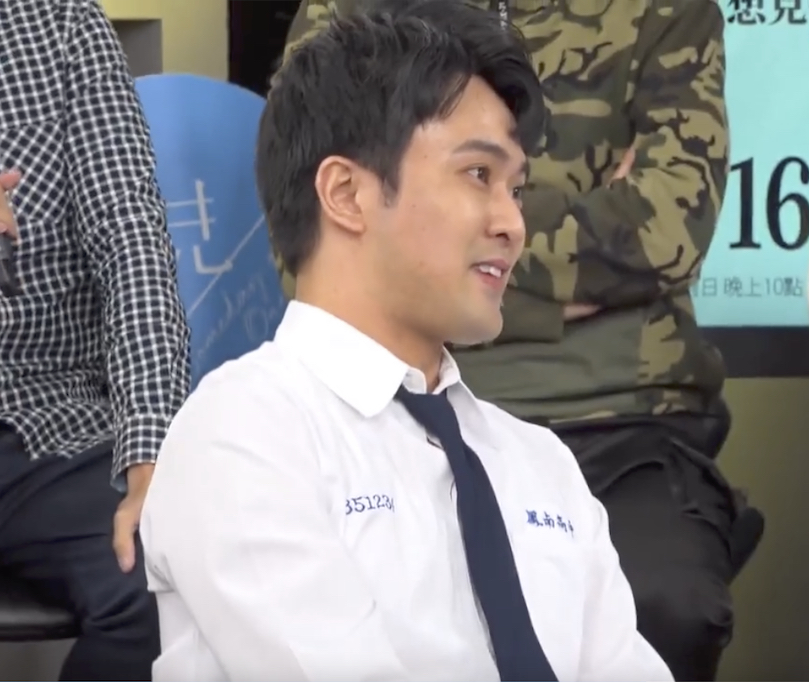
顏毓麟飾演謝芝齊和謝宗儒

顏毓麟飾演謝芝齊及謝宗儒，他繼《植劇場－荼蘼》與導演二度合作。導演黃天仁在試鏡時看到顏毓麟的出色表演即確定選角。顏毓麟在訪問中表示自己是靠著現場的情境和導演的引導才得以詮釋角色，他也分享覺得最困難的戲份，有場戲感覺被「無形的力量」掐住脖子、阻止他講出臺詞，他說當下雖然害怕，但那樣的狀態反而更幫助演出，戲劇張力也更足。他飾演的身心科醫師謝芝齊，有許多極具黑暗的突破演出，讓導演盛讚他是下一個黃秋生。他表示在試戲時以為和黃雨萱會有感情戲，直到看劇本才想起導演曾說謝芝齊會有黑暗面，是他腦中把變態片段的記憶給抽離了。
嚴藝文飾演陳韻如和陳思源的母親吳瑛嬋，有別於以往多演出嚴肅媽媽的形象，這次飾演富有溫度的媽媽角色，遭遇丈夫外遇，為撫養兩個小孩，經營卡拉OK獨力扛下家計。嚴藝文說現實中自己沒有生小孩的經驗，無法完全感同身受身為一個母親的心態，她讀完劇本後試著了解角色被賦予的意義，嘗試去貼近角色。她說在揣摩角色時，將這個「媽媽」角色當成「女人」，盡可能呈現出自己最喜歡的角色特質。她在臺南執導《俗女養成記》，同時投入本劇拍攝。
張翰飾演陳韻如和陳思源的舅舅、吳瑛嬋的弟弟吳文磊，擁有浪漫不羈的藝術家性格，32唱片行的老闆，是牽動劇情的關鍵人物。林鶴軒（大鶴）飾演陳韻如的弟弟陳思源，是正值叛逆期的國中生；大鶴表示詮釋國中生讓他壓力很大，擔心自己把年紀小演成笨蛋，他提到最深刻的一場戲，是最後姊姊和他告別、要他學會長大的戲份，他表示自己在看劇本和正式拍攝時都深受感動。
其他演員有大文（郭文頤）飾演昆布，本名林曉蓉，是黃雨萱的多年摯友和同事；大飛（吳志慶）飾演阿財，本名陳財裕，是王詮勝（李子維）的大學死黨、黃雨萱的好友；章廣辰飾演阿脫、林子珊飾演小黛，他們是黃雨萱的同事。特別演出有張家慧飾演娜姐，是黃雨萱的職場上司；曾之喬飾演Sunny老師，是一名寵物溝通師；簡廷芮飾演Vicky，是一名求婚策劃師；邱勝翊飾演顏力正，是昆布在虛擬實境體驗中出現的人物，為《稍息立正我愛你》之角色；徐詣帆飾演教官，是鳳南高中的教職員；梁洳瑄飾演蔡雯柔，是陳韻如的同班同學，暗戀李子維；楊翹碩飾演張奇恩，是常找李子維和莫俊傑麻煩的同班同學；阿翰飾演凜月，是阿脫和黃雨萱等人的神秘同事；馬惠珍飾演莫奶奶，是莫俊傑的奶奶；安偉飾演阿南，是32咖啡館的員工；朱芷瑩飾演楊碧雲，是偵查多起案件的警官；連晨翔飾演阿哲，是王詮勝的同班同學和暗戀對象；黃鴻升飾演杜齊閔，是黃雨萱大學時期的前男友；睦媄飾演杜齊閔前女友，與杜齊閔在其和黃雨萱交往期間復合。鄭又菲飾演幼年黃雨萱，6歲在迷路時和李子維相遇；胡千禾飾演幼年李子維，活潑好動、主動和莫俊傑成為朋友；何承蔚飾演幼年莫俊傑，因耳疾受到同儕譏笑欺負；曾華暄飾演少年謝芝齊，思想觀念深受穿越至哥哥身上的未來的自己影響。

### 角色列表
| 演員           | 角色                | 粵語配音            |
| 主要演員       |                     |                     |
| 柯佳嬿         | 黃雨萱 幼年：鄭又菲 | 張頌欣 幼年：陳皓宜 |
| 柯佳嬿         | 陳韻如              | 張頌欣 幼年：陳皓宜 |
| 許光漢         | 李子維 幼年：胡千禾 | 李凱傑 幼年：黃昕瑜 |
| 許光漢         | 王詮勝              | 李凱傑 幼年：黃昕瑜 |
| 施柏宇         | 莫俊傑 幼年：何承蔚 | 曹啟謙 幼年：凌晞   |
| 顏毓麟         | 謝芝齊 少年：曾華暄 | 李致林 幼年：黃玉娟 |
| 顏毓麟         | 謝宗儒              | 李致林 幼年：黃玉娟 |
| 次要演員       |                     |                     |
| 嚴藝文         | 吳瑛嬋              | 黃玉娟              |
| 張翰           | 吳文磊              | 葉振聲              |
| 林鶴軒         | 陳思源              | 陳灝瑋              |
| 大文（郭文頤） | 昆布（林曉蓉）      | 羅孔柔              |
| 大飛（吳志慶） | 阿財（陳財裕）      | 張預東              |
| 章廣辰         | 阿脫                | 張方正              |
| 林子珊         | 小黛                | 成瑤孆              |
| 特別演出       |                     |                     |
| 張家慧         | 娜姐                | 梁少霞              |
| 曾之喬         | Sunny老師           | 何璐怡              |
| 簡廷芮         | Vicky               | 黃昕瑜              |
| 邱勝翊         | 顏力正              | 李鎮然              |
| 徐詣帆         | 教官                | 雷霆                |
| 梁洳瑄         | 蔡雯柔              | 吳羨婷              |
| 楊翹碩         | 張奇恩              | 鍾見麟              |
| 阿翰           | 澟月                | 李鎮然              |
| 馬惠珍         | 莫奶奶              | 雷碧娜              |
| 安偉           | 阿南                | 黃積權              |
| 朱芷瑩         | 楊碧雲              | 鄭麗麗              |
| 連晨翔         | 阿哲                | 不適用              |
| 黃鴻升         | 杜齊閔              | 張方正              |
| 睦媄           | 杜齊閔前女友        | 不適用              |

### 拍攝
《想見你》於2018年12月底正式開鏡，2019年5月全劇殺青。本劇進行田野調查的過程相當耗時，全劇組依編劇劇本的釋出進度共同參與討論。劇中年份分為1998和2019年，場景量龐大，在找到符合年代感的場景後，著手進行內部改動；其中陳韻如的家歷經三個月勘景，將實際偌大的空間縮小；唱片行也是導演尋覓多時一眼相中的。導演會要求不連貫的戲份，需改動場景內的物品位置，以呈現真實的生活痕跡。處理主角陳韻如受困心房的場景部分，導演希望呈現如莫比烏斯環的呈現方式，但實現難度高；而製作人不希望採用後製處理，以及讓演員用想像力演出，這樣可能造成浪費表演及視覺失真，最後採用場景搭設，找來有舉辦演唱會經驗的VJ團隊搭景。
本劇在臺灣多個縣市進行拍攝，2019年黃雨萱出社會後的戲份主要於臺北拍攝，1998年主角們的校園生活則於臺南拍攝。演員們透露為拍攝1998年的戲份，柯佳嬿、許光漢、施柏宇、顏毓麟四人一起在臺南住了兩個月。許光漢表示在臺南拍攝期間，演員間的默契和感情都變得非常好。柯佳嬿說那段時間在看劇本時常感到心情沉重，會去附近散心，想要擺脫李子維和莫俊傑，沒想到一開門又看到他們。施柏宇形容在臺南一起拍戲的時光，感覺大家真的變成了一家人。演員們在戲劇拍攝期間建立了深厚的革命情感，在戲劇播畢後，「鳳南小隊」柯佳嬿、許光漢、施柏宇以及劇組人員，特地回到臺南走訪拍攝地。劇中場景除了臺南市，還包括臺北市、新北市、宜蘭縣、桃園市等縣市，在播出後吸引許多劇迷前往踩點。

### 音樂

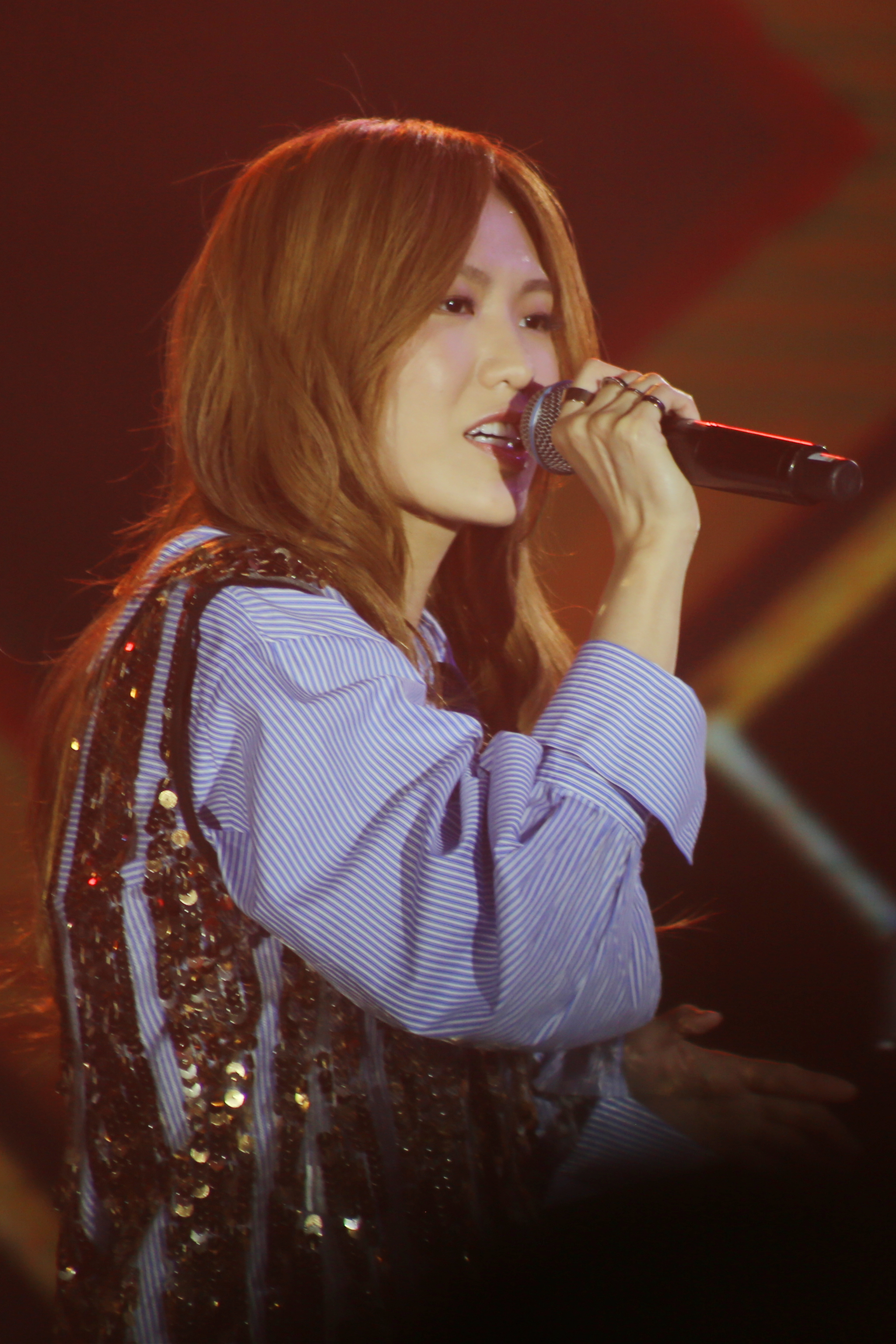
孫盛希為劇集量身打造片頭曲及插曲

電視原聲帶由滾石唱片製作，實體專輯於2020年5月6日正式發行。劇中穿插多首1990年代的華語流行歌曲，貼合角色心境亦勾起劇迷的青春回憶。三鳳製作為取得音樂授權，曾接觸數家唱片公司，最終決定與擁有許多1990年代經典歌曲的滾石唱片合作，並為劇集量身打造五首歌曲。製作人陳芷涵因偏愛英文劇名《Someday or One Day》，於是提案希望能有一首英文的主題曲，曲名即為Someday or One Day，她覺得歌名很符合劇中的穿越元素，原本她沒想過能實現，最終孫盛希創作出來了，她認為這首主題曲不僅代表整個故事，也呈現女主角黃雨萱的內心世界。
| CD 1：歌曲 | CD 1：歌曲                          | CD 1：歌曲       | CD 1：歌曲  | CD 1：歌曲      | CD 1：歌曲 | CD 1：歌曲 |
| 曲序       | 曲目                                |                  | 作曲        | 演唱            | 备注       | 时长       |
| ---------- | ----------------------------------- | ---------------- | ----------- | --------------- | ---------- | ---------- |
| 1.         | Last Dance                          | 伍佰             | 伍佰        | 伍佰&China Blue | 插曲       | 4:31       |
| 2.         | Someday or One Day                  | 克麗絲叮         | 孫盛希      | 孫盛希          | 片頭曲     | 4:12       |
| 3.         | 想見你想見你想見你（Miss You 3000） | 八三夭 阿璞      | 八三夭 阿璞 | 八三夭          | 片尾曲     | 4:17       |
| 4.         | 真的嗎（Is it true?）               | 張震嶽           | 張震嶽      | 莫文蔚          | 插曲       | 5:21       |
| 5.         | 看見妳的聲音（See Your Voice）      | 陳零九           | 陳零九      | 陳零九          | 插曲       | 4:15       |
| 6.         | 逃（Come Away）                     | 孫盛希 Molly Lin | 孫盛希      | 孫盛希          | 插曲       | 4:55       |
| 7.         | 秘密（Secret）                      | 張震嶽           | 張震嶽      | 張震嶽          | 插曲       | 5:22       |
| 8.         | 擁抱（Embrace）                     | 阿信             | 阿信        | 五月天          | 插曲       | 4:14       |
| 9.         | 一天（Someday）                     | 占逸君 黃宣      | 黃宣        | 黃宣            | 插曲       | 4:08       |
| 10.        | 明天（Will we remember?）           | 李雨寰           | 李雨寰      | 楊乃文          | 插曲       | 5:15       |

| CD 2：配樂 | CD 2：配樂                         | CD 2：配樂 | CD 2：配樂 |
| 曲序       | 曲目                               | 编曲       | 时长       |
| ---------- | ---------------------------------- | ---------- | ---------- |
| 1.         | 背著回憶再遇見                     | 徐啟洋     | 3:20       |
| 2.         | 夢裡面的我們在一起很久很久         | 林國凱     | 2:44       |
| 3.         | 如果可以回到過去，我會去找你       | 吳嘉祥     | 2:29       |
| 4.         | 一份白糖粿                         | 林國凱     | 2:48       |
| 5.         | 宇宙中最黯淡的那顆星               | 吳嘉祥     | 3:10       |
| 6.         | 無聲的妳，身後無聲的我             | 吳嘉祥     | 2:53       |
| 7.         | 醒來的第一個念頭，就是我好想好想你 | 林國凱     | 1:59       |
| 8.         | 唯一後悔過的事，是讓你離開我身邊   | 林國凱     | 1:46       |
| 9.         | 不說出口的第三個願望               | 林國凱     | 2:18       |
| 10.        | 一直住在我心裡的某個人             | 林國凱     | 2:12       |
| 11.        | 如果可以在夢裡見到你               | 徐啟洋     | 4:51       |
| 12.        | 你會回到我身邊，總有一天           | 吳嘉祥     | 4:41       |

## 播出

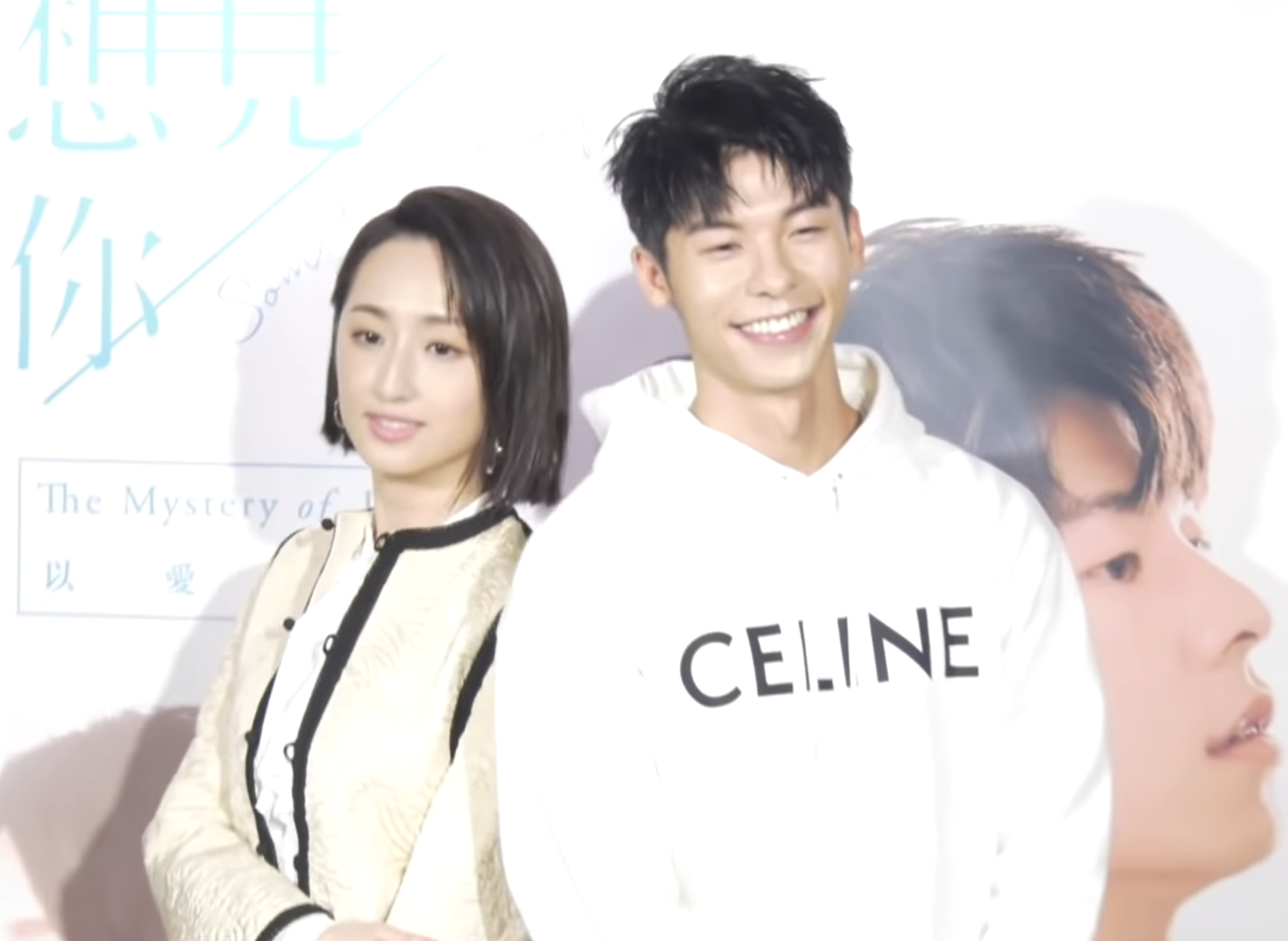
柯佳嬿與許光漢出席《依然．想見你》座談會

《想見你》於2019年2月23日舉行影集發布會。同年9月27日舉行校園首映會，首度公開3分鐘國際版片花。11月5日舉行試映會，邀請許多媒體及藝人好友共襄盛舉，現場播映長達40分鐘之片花。11月15日舉行首映記者會，首度公開17分鐘版片花。每週劇集於中視首播均會於劇集的官方社群網站與觀眾進行映前映後直播互動。大結局原定選出觀眾與演員一齊在影廳觀賞，但遭逢嚴重特殊傳染性肺炎疫情影響而取消，直播改至Yahoo TV進行。
TME Live於2020年4月15日舉行「想見你就見你」彩蛋音樂會，主演柯佳嬿、許光漢、施柏宇出席線上直播互動，歌手孫盛希、陳零九、八三夭接力現場演唱原聲帶曲目，伍佰&China Blue壓軸演唱多首經典歌曲；伍佰演唱劇中插曲Last Dance時，臺下的主演三人化身聽眾，在其唱出「所以暫時將妳眼睛閉了起來」，一齊重現該歌曲用手指遮起眼睛的動作。同年8月23日，編劇簡奇峯及林欣慧、主演柯佳嬿及許光漢出席「依然．想見你」座談會，在戲劇播畢後時隔六個月再度與觀眾見面。
韓國將第12、13集（72分鐘）分別於2021年8月31日、9月8日在電影院Megabox上映，亦將劇集之幕後花絮重新剪輯在大螢幕上放映。9月9日，製作人麻怡婷、編劇簡奇峯及林欣慧、主演許光漢及施柏宇出席「2021 韓國首爾國際電視節（BCWW）」座談會。

### 電視頻道
《想見你》在中視主頻於2019年11月17日至2020年2月16日的每週日晚間22點至23點30分首播，並於隔週日24時重播；衛視中文台於2019年11月23日至2020年2月22日的每週六同一時間聯播，並於隔日重播。中天娛樂台於2020年3月1日起的每週日晚間22點再度播出，並於隔週六重播。衛視中文台於2020年5月16日起每週六晚間10點再度播出，並於隔日（週日）下午2點和晚間8點重播。中視主頻於2021年2月21日起每週日晚間10點再度播出。
韓國的電視頻道於2020年4月起播出。香港的J2頻道於2020年5月28日起播出，該版本刪減部分片段，拆分為共21集。日本的家庭戲劇頻道於2020年7月16日起播出，該播出版本拆分為共26集；埼玉電視台於2020年12月28日起播出；長野放送於2021年1月15日起播出；BS11於2021年1月19日起播出，該播出版本拆分為共45集；神奈川電視台於2021年2月8日起播出；琵琶湖放送於2021年4月22日起播出；琉球放送於2021年6月19起播出；栃木電視台於2021年6月23起播出；西日本放送於2021年7月7日起播出；群馬電視台於2021年7月21日起播出。

### 串流平臺
臺灣的愛奇藝台灣站、LINE TV、myVideo 影音隨看於中視每週日首播後的24時上架；FOX+與衛視中文台每週六播出時同步上架；KKTV於2019年11月24日起每週日24時上架、Hami Video、中華電信MOD於每週日上架。新加坡的Viki於同年11月17日起每週日上架。香港的myTV SUPER於11月18日起每週日24時上架。日本的C-POP TV於12月6日起上架，該播出版本拆分為共26集。中國大陸的愛奇藝和騰訊視頻於12月22日起每週日23時上架，該播出版本經審核刪減部分片段，拆分為共26集。韓國的NAVER Store和wavve於2020年4月18日起上架、TVING於同年5月23日起上架、WATCHA於2020年起上架、Netflix於10月18日（KST）起上架，播出版本均拆分為共21集。CatchPlay於2021年1月8日上架。Disney+於2022年3月上架。

### 盜版結局外流
網友於2020年2月10日發現在中國大陸論壇流出尚未播出的結局並公開討論。隔日，《想見你》團隊發出正式聲明，說明流出的結局並非最終版本，呼籲觀眾勿觀看、勿散佈盜版連結，尊重保護創作者及劇組演員的心血。演員群也對此公開發聲。

#### 彩蛋

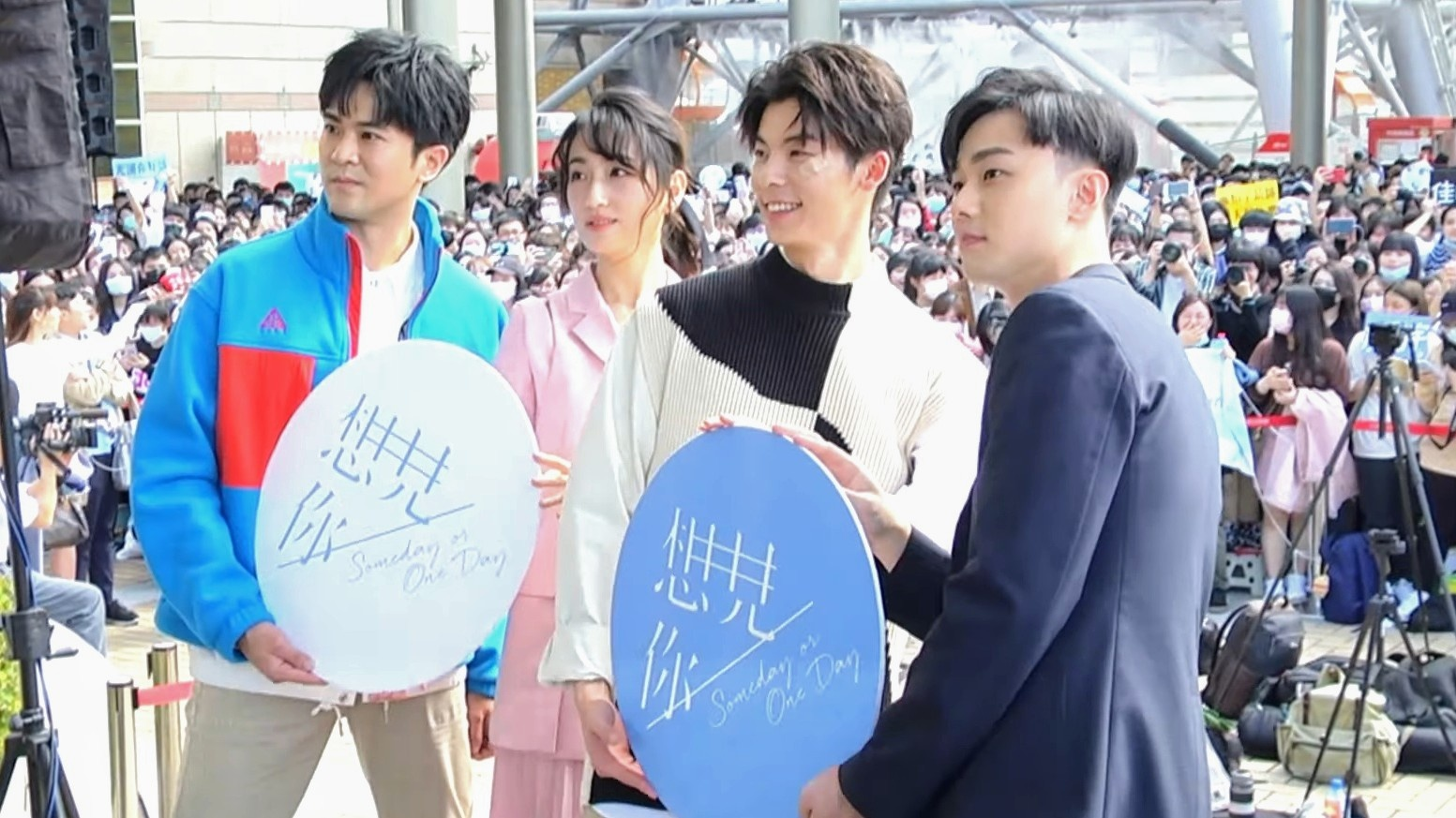
左起：顏毓麟、柯佳嬿、許光漢、施柏宇出席《想見你》簽書會

主要演員柯佳嬿、許光漢、施柏宇、顏毓麟於2020年2月15日出席劇集的簽書會，他們宣布為感謝一路支持正版劇集的觀眾，特別加拍「彩蛋」。製作人麻怡婷表示在收到盜版影片流出的消息後大家都很難過與氣餒，發出聲明的當日便召集全劇組開會決議，她原定用另一版本的結局作為彩蛋，但編劇及導演相當用心的在短時間內構思、討論寫出多版彩蛋劇本，隔日演員即特別排開行程正式投入拍攝。彩蛋片段與結局無直接關聯，該片段在2月16日大結局當日於中視、以及隔週於衛視中文台播出。在中視首播結束後，於2月16日24時上傳至戲劇的官方社群平台。
除了戲劇彩蛋外，參與戲劇原聲帶的歌手孫盛希和八三夭亦在結局播映前釋出歌曲彩蛋，將片頭和片尾曲融合成一首歌曲想見你 Someday or One Day，他們在大結局的前一天完成錄音、編曲、編輯音樂影片，並於隔天釋出。8月29日，女主角柯佳嬿擔任八三夭於高雄巨蛋舉行的「想見你想見你想見你」世界巡迴演唱會嘉賓，並共同演唱想見你 Someday or One Day之組曲。

### 中国大陆审查
《想见你》第五集播出后，中国大陆串流平台开始与臺灣同步播放，劇集被重新以簡體字包裝。同時，根据中国大陆的审查要求，對有中華民國國家主權意涵的画面，如護照、國旗、身分证、警察徽标、地图等，進行了遮挡、裁切，或以刪除片段方式處理。此外，在中國大陸播出時，亦删除了部分情节。例如，高中時期的男女主角親吻，因涉及早恋而被删除；涉及王诠胜同性恋情的整段情节全部剪掉，仅保留其在海中的镜头；而谢芝齐自慰、虐猫等镜头也悉数消失；剧中台词「你那個來第一天喔？」提及女性月经，也遭删除。中国大陆观众对此表达不满，讽刺称「中國女生不配有生理期嗎」，更批评审查制度“禁止人性”。

## 劇情
本劇故事年份以1998年及2019年為主，其中穿插多個時間線，整體劇情為一個環環相扣的迴圈，以下以圖表顯示。
註：圖表僅顯示劇情的原始迴圈。
| \| \| \| \| \| \| \| \| \| \| \| \| \| \| \| \| \| \| \| \| \| \| \| \| \| \| \| \| \| \| \| \| \| \| \| \| \| \| \| ◀ 黃雨萱靈魂穿越至陳韻如身上 \| \| \| \| \| \| \| \| \| \| \| \| \| \| \| \| \| \| \| \| \| \| \| \| \| \| \| \| \| \| \| \| \| \| \| \| \| \| \| \| \| \| \| \| \| \| \| \| \| \| \| \| \| \| \| \| \| \| \| \| \| \| \| \| \| \| \| \| \| \| \| \| \| \| \| \| \| \| \| \| \| \| \| \| \| \| \| \| \| \| \| \| \| \| \| \| \| \| 陳韻如 1998年，遇襲 （17歲） \| 陳韻如 1998年，遇襲 （17歲） \| 陳韻如 1998年，遇襲 （17歲） \| 陳韻如 1998年，遇襲 （17歲） \| 陳韻如 1998年，遇襲 （17歲） \| 陳韻如 1998年，遇襲 （17歲） \| \| \| 陳韻如 1999年，死亡 （18歲） \| 陳韻如 1999年，死亡 （18歲） \| 陳韻如 1999年，死亡 （18歲） \| 陳韻如 1999年，死亡 （18歲） \| 陳韻如 1999年，死亡 （18歲） \| 陳韻如 1999年，死亡 （18歲） \| \| \| \| \| \| \| \| \| \| \| \| \| \| \| \| \| \| \| \| \| \| \| \| \| \| \| \| \| \| \| \| \| \| \| \| \| \| \| \| \| \| \| \| \| \| \| \| \| \| \| \| 陳韻如 1998年，遇襲 （17歲） \| 陳韻如 1998年，遇襲 （17歲） \| 陳韻如 1998年，遇襲 （17歲） \| 陳韻如 1998年，遇襲 （17歲） \| 陳韻如 1998年，遇襲 （17歲） \| 陳韻如 1998年，遇襲 （17歲） \| \| \| 陳韻如 1999年，死亡 （18歲） \| 陳韻如 1999年，死亡 （18歲） \| 陳韻如 1999年，死亡 （18歲） \| 陳韻如 1999年，死亡 （18歲） \| 陳韻如 1999年，死亡 （18歲） \| 陳韻如 1999年，死亡 （18歲） \| \| \| \| \| \| \| \| \| \| \| \| \| \| \| \| \| \| \| \| \| \| \| \| \| \| \| \| \| \| \| \| \| \| \| \| \| \| \| \| \| \| \| \| \| \| \| \| \| \| \| \| \| \| \| \| \| \| \| \| \| \| \| \| \| \| \| \| \| \| \| \| \| \| \| \| \| \| \| \| \| \| \| \| ▶ 黃雨萱靈魂穿越回2019年 \| \| \| \| \| \| \| \| \| \| \| \| \| \| \| \| \| \| \| \| \| \| \| \| \| \| \| \| \| \| \| \| \| \| \| \| \| \| \| \| \| \| \| \| \| \| \| \| \| \| \| \| \| \| \| \| \| \| \| \| \| \| \| \| \| \| \| \| \| \| \| \| \| \| \| \| \| \| \| \| \| \| \| \| \| \| \| \| \| \| \| \| \| \| \| \| \| \| 黃雨萱 1998年 （6歲） \| 黃雨萱 1998年 （6歲） \| 黃雨萱 1998年 （6歲） \| 黃雨萱 1998年 （6歲） \| 黃雨萱 1998年 （6歲） \| 黃雨萱 1998年 （6歲） \| \| \| \| \| \| \| \| \| \| \| \| \| \| \| \| \| \| \| \| \| 黃雨萱 2010年 （18歲） \| 黃雨萱 2010年 （18歲） \| 黃雨萱 2010年 （18歲） \| 黃雨萱 2010年 （18歲） \| 黃雨萱 2010年 （18歲） \| 黃雨萱 2010年 （18歲） \| \| \| \| \| \| \| \| \| \| \| \| \| \| \| \| \| \| \| 黃雨萱 2019年 （27歲） \| 黃雨萱 2019年 （27歲） \| 黃雨萱 2019年 （27歲） \| 黃雨萱 2019年 （27歲） \| 黃雨萱 2019年 （27歲） \| 黃雨萱 2019年 （27歲） \| \| \| \| \| \| \| \| \| \| 黃雨萱 1998年 （6歲） \| 黃雨萱 1998年 （6歲） \| 黃雨萱 1998年 （6歲） \| 黃雨萱 1998年 （6歲） \| 黃雨萱 1998年 （6歲） \| 黃雨萱 1998年 （6歲） \| \| \| \| \| \| \| \| \| \| \| \| \| \| \| \| \| \| \| \| \| 黃雨萱 2010年 （18歲） \| 黃雨萱 2010年 （18歲） \| 黃雨萱 2010年 （18歲） \| 黃雨萱 2010年 （18歲） \| 黃雨萱 2010年 （18歲） \| 黃雨萱 2010年 （18歲） \| \| \| \| \| \| \| \| \| \| \| \| \| \| \| \| \| \| \| 黃雨萱 2019年 （27歲） \| 黃雨萱 2019年 （27歲） \| 黃雨萱 2019年 （27歲） \| 黃雨萱 2019年 （27歲） \| 黃雨萱 2019年 （27歲） \| 黃雨萱 2019年 （27歲） \| \| \| \| 陳韻如與 李子維、莫俊傑相識 1998年 \| 陳韻如與 李子維、莫俊傑相識 1998年 \| 陳韻如與 李子維、莫俊傑相識 1998年 \| 陳韻如與 李子維、莫俊傑相識 1998年 \| 陳韻如與 李子維、莫俊傑相識 1998年 \| 陳韻如與 李子維、莫俊傑相識 1998年 \| \| \| \| \| \| \| \| \| 莫俊傑入獄 1999年 \| 莫俊傑入獄 1999年 \| 莫俊傑入獄 1999年 \| 莫俊傑入獄 1999年 \| 莫俊傑入獄 1999年 \| 莫俊傑入獄 1999年 \| \| \| \| \| \| \| \| \| \| \| \| \| \| \| \| \| \| \| 黃雨萱與王詮勝（李子維）相愛 2012年 \| 黃雨萱與王詮勝（李子維）相愛 2012年 \| 黃雨萱與王詮勝（李子維）相愛 2012年 \| 黃雨萱與王詮勝（李子維）相愛 2012年 \| 黃雨萱與王詮勝（李子維）相愛 2012年 \| 黃雨萱與王詮勝（李子維）相愛 2012年 \| \| \| \| \| \| \| \| \| \| \| \| \| 黃雨萱與李子維相認 2019年 \| 黃雨萱與李子維相認 2019年 \| 黃雨萱與李子維相認 2019年 \| 黃雨萱與李子維相認 2019年 \| 黃雨萱與李子維相認 2019年 \| 黃雨萱與李子維相認 2019年 \| \| \| \| 陳韻如與 李子維、莫俊傑相識 1998年 \| 陳韻如與 李子維、莫俊傑相識 1998年 \| 陳韻如與 李子維、莫俊傑相識 1998年 \| 陳韻如與 李子維、莫俊傑相識 1998年 \| 陳韻如與 李子維、莫俊傑相識 1998年 \| 陳韻如與 李子維、莫俊傑相識 1998年 \| \| \| \| \| \| \| \| \| 莫俊傑入獄 1999年 \| 莫俊傑入獄 1999年 \| 莫俊傑入獄 1999年 \| 莫俊傑入獄 1999年 \| 莫俊傑入獄 1999年 \| 莫俊傑入獄 1999年 \| \| \| \| \| \| \| \| \| \| \| \| \| \| \| \| \| \| \| 黃雨萱與王詮勝（李子維）相愛 2012年 \| 黃雨萱與王詮勝（李子維）相愛 2012年 \| 黃雨萱與王詮勝（李子維）相愛 2012年 \| 黃雨萱與王詮勝（李子維）相愛 2012年 \| 黃雨萱與王詮勝（李子維）相愛 2012年 \| 黃雨萱與王詮勝（李子維）相愛 2012年 \| \| \| \| \| \| \| \| \| \| \| \| \| 黃雨萱與李子維相認 2019年 \| 黃雨萱與李子維相認 2019年 \| 黃雨萱與李子維相認 2019年 \| 黃雨萱與李子維相認 2019年 \| 黃雨萱與李子維相認 2019年 \| 黃雨萱與李子維相認 2019年 \| \| \| \| \| \| \| \| \| \| \| \| \| \| \| \| \| \| \| \| \| \| \| \| \| \| \| \| \| \| \| \| \| \| \| \| ▶ 李子維靈魂穿越至王詮勝身上 \| \| \| \| \| \| \| \| \| \| \| \| \| \| \| \| \| \| \| \| \| \| \| \| \| \| \| \| \| \| \| \| \| \| \| \| \| \| \| \| \| \| \| \| \| \| \| \| \| \| \| \| \| \| \| \| \| \| \| \| \| \| \| \| \| \| \| \| \| \| \| \| \| \| \| \| \| \| \| \| \| \| \| \| \| \| \| \| \| \| \| \| \| \| \| \| \| \| \| \| \| \| \| \| 李子維 1998年 （17歲） \| 李子維 1998年 （17歲） \| 李子維 1998年 （17歲） \| 李子維 1998年 （17歲） \| 李子維 1998年 （17歲） \| 李子維 1998年 （17歲） \| \| \| \| \| 李子維 2003年，車禍 （22歲） \| 李子維 2003年，車禍 （22歲） \| 李子維 2003年，車禍 （22歲） \| 李子維 2003年，車禍 （22歲） \| 李子維 2003年，車禍 （22歲） \| 李子維 2003年，車禍 （22歲） \| \| \| \| \| 莫俊傑出獄 莫俊傑自殺 2008年（27歲） \| 莫俊傑出獄 莫俊傑自殺 2008年（27歲） \| 莫俊傑出獄 莫俊傑自殺 2008年（27歲） \| 莫俊傑出獄 莫俊傑自殺 2008年（27歲） \| 莫俊傑出獄 莫俊傑自殺 2008年（27歲） \| 莫俊傑出獄 莫俊傑自殺 2008年（27歲） \| \| \| \| \| \| \| \| \| \| \| \| \| \| \| \| \| 李子維與王詮勝（李子維）在機場碰面 2017年 \| 李子維與王詮勝（李子維）在機場碰面 2017年 \| 李子維與王詮勝（李子維）在機場碰面 2017年 \| 李子維與王詮勝（李子維）在機場碰面 2017年 \| 李子維與王詮勝（李子維）在機場碰面 2017年 \| 李子維與王詮勝（李子維）在機場碰面 2017年 \| \| \| 李子維 2019年，死亡 （38歲） \| 李子維 2019年，死亡 （38歲） \| 李子維 2019年，死亡 （38歲） \| 李子維 2019年，死亡 （38歲） \| 李子維 2019年，死亡 （38歲） \| 李子維 2019年，死亡 （38歲） \| \| \| \| \| \| \| \| \| \| \| 李子維 1998年 （17歲） \| 李子維 1998年 （17歲） \| 李子維 1998年 （17歲） \| 李子維 1998年 （17歲） \| 李子維 1998年 （17歲） \| \| \| \| \| 李子維 2003年，車禍 （22歲） \| 李子維 2003年，車禍 （22歲） \| 李子維 2003年，車禍 （22歲） \| 李子維 2003年，車禍 （22歲） \| 李子維 2003年，車禍 （22歲） \| 李子維 2003年，車禍 （22歲） \| \| \| \| \| 莫俊傑出獄 莫俊傑自殺 2008年（27歲） \| 莫俊傑出獄 莫俊傑自殺 2008年（27歲） \| 莫俊傑出獄 莫俊傑自殺 2008年（27歲） \| 莫俊傑出獄 莫俊傑自殺 2008年（27歲） \| 莫俊傑出獄 莫俊傑自殺 2008年（27歲） \| 莫俊傑出獄 莫俊傑自殺 2008年（27歲） \| \| \| \| \| \| \| \| \| \| \| \| \| \| \| \| \| 李子維與王詮勝（李子維）在機場碰面 2017年 \| 李子維與王詮勝（李子維）在機場碰面 2017年 \| 李子維與王詮勝（李子維）在機場碰面 2017年 \| 李子維與王詮勝（李子維）在機場碰面 2017年 \| 李子維與王詮勝（李子維）在機場碰面 2017年 \| 李子維與王詮勝（李子維）在機場碰面 2017年 \| \| \| 李子維 2019年，死亡 （38歲） \| 李子維 2019年，死亡 （38歲） \| 李子維 2019年，死亡 （38歲） \| 李子維 2019年，死亡 （38歲） \| 李子維 2019年，死亡 （38歲） \| 李子維 2019年，死亡 （38歲） \| \| \| \| \| \| \| \| \| \| \| \| \| \| \| \| \| \| \| \| \| \| \| \| \| \| \| \| \| \| \| \| \| \| \| \| 王詮勝 2010年，跳海 （18歲） \| 王詮勝 2010年，跳海 （18歲） \| 王詮勝 2010年，跳海 （18歲） \| 王詮勝 2010年，跳海 （18歲） \| 王詮勝 2010年，跳海 （18歲） \| 王詮勝 2010年，跳海 （18歲） \| \| \| \| \| \| \| \| \| \| \| 王詮勝（李子維） 2017年，空難 \| 王詮勝（李子維） 2017年，空難 \| 王詮勝（李子維） 2017年，空難 \| 王詮勝（李子維） 2017年，空難 \| 王詮勝（李子維） 2017年，空難 \| 王詮勝（李子維） 2017年，空難 \| \| \| \| \| \| \| \| \| \| \| \| \| \| \| \| \| \| \| \| \| \| \| \| \| \| \| \| \| \| \| \| \| \| \| \| \| \| \| \| \| \| \| \| 王詮勝 2010年，跳海 （18歲） \| 王詮勝 2010年，跳海 （18歲） \| 王詮勝 2010年，跳海 （18歲） \| 王詮勝 2010年，跳海 （18歲） \| 王詮勝 2010年，跳海 （18歲） \| 王詮勝 2010年，跳海 （18歲） \| \| \| \| \| \| \| \| \| \| \| 王詮勝（李子維） 2017年，空難 \| 王詮勝（李子維） 2017年，空難 \| 王詮勝（李子維） 2017年，空難 \| 王詮勝（李子維） 2017年，空難 \| 王詮勝（李子維） 2017年，空難 \| 王詮勝（李子維） 2017年，空難 \| \| \| \| \| \| \| \| \| \| \| \| \| \| \| \| \| \| \| \| \| \| \| \| \| \| \| \| \| \| \| \| \| \| \| \| \| \| \| \| \| \| \| \| \| \| \| \| \| \| ◀ 李子維靈魂穿越回2003年 \| \| \| \| \| \| \| \| \| \| \| \| \| \| \| \| \| \| \| \| \| \| \| \| \| \| \| \| \| \| \| \| \| \| \| \| \| \| \| \| \| \| \| \| \| \| \| \| \| \| \| \| \| \| \| \| \| \| \| \| \| \| \| \| \| \| \| \| \| \| \| \| \| \| \| \| \| \| \| \| \| \| \| \| \| \| \| \| \| \| \| \| 謝宗儒解救陳韻如 謝芝齊襲擊陳韻如 1998年 \| 謝宗儒解救陳韻如 謝芝齊襲擊陳韻如 1998年 \| 謝宗儒解救陳韻如 謝芝齊襲擊陳韻如 1998年 \| 謝宗儒解救陳韻如 謝芝齊襲擊陳韻如 1998年 \| 謝宗儒解救陳韻如 謝芝齊襲擊陳韻如 1998年 \| 謝宗儒解救陳韻如 謝芝齊襲擊陳韻如 1998年 \| \| \| \| \| \| \| \| \| \| \| \| \| \| \| \| \| \| \| \| \| \| \| \| \| \| \| \| \| \| \| \| \| \| \| \| \| \| \| \| \| \| \| \| \| \| \| \| \| \| \| 謝芝齊殺害李子維 2019年 \| 謝芝齊殺害李子維 2019年 \| 謝芝齊殺害李子維 2019年 \| 謝芝齊殺害李子維 2019年 \| 謝芝齊殺害李子維 2019年 \| 謝芝齊殺害李子維 2019年 \| \| \| \| 謝宗儒解救陳韻如 謝芝齊襲擊陳韻如 1998年 \| 謝宗儒解救陳韻如 謝芝齊襲擊陳韻如 1998年 \| 謝宗儒解救陳韻如 謝芝齊襲擊陳韻如 1998年 \| 謝宗儒解救陳韻如 謝芝齊襲擊陳韻如 1998年 \| 謝宗儒解救陳韻如 謝芝齊襲擊陳韻如 1998年 \| 謝宗儒解救陳韻如 謝芝齊襲擊陳韻如 1998年 \| \| \| \| \| \| \| \| \| \| \| \| \| \| \| \| \| \| \| \| \| \| \| \| \| \| \| \| \| \| \| \| \| ◀ 謝芝齊靈魂穿越至哥哥謝宗儒身上 \| \| \| \| \| \| \| \| \| \| \| \| \| \| \| \| \| \| 謝芝齊殺害李子維 2019年 \| 謝芝齊殺害李子維 2019年 \| 謝芝齊殺害李子維 2019年 \| 謝芝齊殺害李子維 2019年 \| 謝芝齊殺害李子維 2019年 \| 謝芝齊殺害李子維 2019年 \| \| \| \| \| \| \| \| \| \| \| \| \| \| \| \| \| \| \| \| \| \| \| \| \| \| \| \| \| \| \| \| \| \| \| \| \| \| \| \| \| \| \| \| \| \| \| \| \| \| \| \| \| \| \| \| \| \| \| \| \| \| \| \| \| \| \| \| \| \| \| \| \| \| \| 謝宗儒 1998年，昏迷 （17歲） \| 謝宗儒 1998年，昏迷 （17歲） \| 謝宗儒 1998年，昏迷 （17歲） \| 謝宗儒 1998年，昏迷 （17歲） \| 謝宗儒 1998年，昏迷 （17歲） \| 謝宗儒 1998年，昏迷 （17歲） \| \| \| 謝宗儒 1999年 （18歲） \| 謝宗儒 1999年 （18歲） \| 謝宗儒 1999年 （18歲） \| 謝宗儒 1999年 （18歲） \| 謝宗儒 1999年 （18歲） \| 謝宗儒 1999年 （18歲） \| \| \| \| \| \| \| \| \| \| \| \| \| \| \| \| \| \| \| \| \| \| \| \| \| \| \| \| \| \| \| \| \| \| \| \| \| 謝芝齊 2019年，被捕 （32歲） \| 謝芝齊 2019年，被捕 （32歲） \| 謝芝齊 2019年，被捕 （32歲） \| 謝芝齊 2019年，被捕 （32歲） \| 謝芝齊 2019年，被捕 （32歲） \| 謝芝齊 2019年，被捕 （32歲） \| \| \| \| \| \| \| \| \| \| 謝宗儒 1998年，昏迷 （17歲） \| 謝宗儒 1998年，昏迷 （17歲） \| 謝宗儒 1998年，昏迷 （17歲） \| 謝宗儒 1998年，昏迷 （17歲） \| 謝宗儒 1998年，昏迷 （17歲） \| 謝宗儒 1998年，昏迷 （17歲） \| \| \| 謝宗儒 1999年 （18歲） \| 謝宗儒 1999年 （18歲） \| 謝宗儒 1999年 （18歲） \| 謝宗儒 1999年 （18歲） \| 謝宗儒 1999年 （18歲） \| 謝宗儒 1999年 （18歲） \| \| \| \| \| \| \| \| \| \| \| \| \| \| \| \| \| \| \| \| \| \| \| \| \| \| \| \| \| \| \| \| \| \| \| \| \| 謝芝齊 2019年，被捕 （32歲） \| 謝芝齊 2019年，被捕 （32歲） \| 謝芝齊 2019年，被捕 （32歲） \| 謝芝齊 2019年，被捕 （32歲） \| 謝芝齊 2019年，被捕 （32歲） \| 謝芝齊 2019年，被捕 （32歲） \| \| \| \| \| \| \| \| \| \| \| \| \| \| \| \| \| \| \| \| \| \| \| \| \| \| \| \| \| \| \| \| \| \| \| \| \| \| \| \| \| \| ▶ 謝芝齊靈魂穿越回2019年 \| \| \| \| \| \| \| \| \| \| \| \| \| \| \| \| \| \| \| \| \| \| \| \| \| \| \| \| \| \| \| \| \| \| \| \| \| \| \| \| \| \| \| \| \| \| \| \| \| \| \| \| \| \| \| \| \| \| \| \| \| \| \| \| \| \| \| \| \| \| \| \| \| \| \| \| \| \| \| \| \| \| \| \| \| \| \| \| \| \| \| |                                          |                                          |                                          |                                          |                                          |                              |                              |                              |                              |                              |                              |  |  |                              |                              |                              |                              |                              |                              |                              |                              |  |  |  |  |                                      |                                      |                                      |                                      |                                      |                                      |                              |                              |                              |                              |                              |                              |                                     |                                     |                                     |                                     |                                     |                                     |  |  |  |  |                                           |                                           |                                           |                                           |                                           |                                           |  |  |                              |                              |                              |                              |                              |                              |  |  |
| |                                          |                                          |                                          |                                          |                                          |                              |                              |                              |                              |                              |                              |  |  |                              |                              |                              |                              |                              |                              |                              |                              |  |  |  |  |                                      |                                      |                                      |                                      |                                      |                                      |                              |                              |                              |                              |                              |                              | ◀ 黃雨萱靈魂穿越至陳韻如身上        |                                     |                                     |                                     |                                     |                                     |  |  |  |  |                                           |                                           |                                           |                                           |                                           |                                           |  |  |                              |                              |                              |                              |                              |                              |  |  |
| |                                          |                                          |                                          |                                          |                                          |                              |                              |                              |                              |                              |                              |  |  |                              |                              |                              |                              |                              |                              |                              |                              |  |  |  |  |                                      |                                      |                                      |                                      |                                      |                                      |                              |                              |                              |                              |                              |                              |                                     |                                     |                                     |                                     |                                     |                                     |  |  |  |  |                                           |                                           |                                           |                                           |                                           |                                           |  |  |                              |                              |                              |                              |                              |                              |  |  |
| |                                          |                                          |                                          |                                          |                                          | 陳韻如 1998年，遇襲 （17歲） | 陳韻如 1998年，遇襲 （17歲） | 陳韻如 1998年，遇襲 （17歲） | 陳韻如 1998年，遇襲 （17歲） | 陳韻如 1998年，遇襲 （17歲） | 陳韻如 1998年，遇襲 （17歲） |  |  | 陳韻如 1999年，死亡 （18歲） | 陳韻如 1999年，死亡 （18歲） | 陳韻如 1999年，死亡 （18歲） | 陳韻如 1999年，死亡 （18歲） | 陳韻如 1999年，死亡 （18歲） | 陳韻如 1999年，死亡 （18歲） |                              |                              |  |  |  |  |                                      |                                      |                                      |                                      |                                      |                                      |                              |                              |                              |                              |                              |                              |                                     |                                     |                                     |                                     |                                     |                                     |  |  |  |  |                                           |                                           |                                           |                                           |                                           |                                           |  |  |                              |                              |                              |                              |                              |                              |  |  |
| |                                          |                                          |                                          |                                          |                                          | 陳韻如 1998年，遇襲 （17歲） | 陳韻如 1998年，遇襲 （17歲） | 陳韻如 1998年，遇襲 （17歲） | 陳韻如 1998年，遇襲 （17歲） | 陳韻如 1998年，遇襲 （17歲） | 陳韻如 1998年，遇襲 （17歲） |  |  | 陳韻如 1999年，死亡 （18歲） | 陳韻如 1999年，死亡 （18歲） | 陳韻如 1999年，死亡 （18歲） | 陳韻如 1999年，死亡 （18歲） | 陳韻如 1999年，死亡 （18歲） | 陳韻如 1999年，死亡 （18歲） |                              |                              |  |  |  |  |                                      |                                      |                                      |                                      |                                      |                                      |                              |                              |                              |                              |                              |                              |                                     |                                     |                                     |                                     |                                     |                                     |  |  |  |  |                                           |                                           |                                           |                                           |                                           |                                           |  |  |                              |                              |                              |                              |                              |                              |  |  |
| |                                          |                                          |                                          |                                          |                                          |                              |                              |                              |                              |                              |                              |  |  |                              |                              |                              |                              |                              |                              |                              |                              |  |  |  |  |                                      |                                      |                                      |                                      |                                      |                                      |                              |                              |                              |                              |                              |                              | ▶ 黃雨萱靈魂穿越回2019年            |                                     |                                     |                                     |                                     |                                     |  |  |  |  |                                           |                                           |                                           |                                           |                                           |                                           |  |  |                              |                              |                              |                              |                              |                              |  |  |
| |                                          |                                          |                                          |                                          |                                          |                              |                              |                              |                              |                              |                              |  |  |                              |                              |                              |                              |                              |                              |                              |                              |  |  |  |  |                                      |                                      |                                      |                                      |                                      |                                      |                              |                              |                              |                              |                              |                              |                                     |                                     |                                     |                                     |                                     |                                     |  |  |  |  |                                           |                                           |                                           |                                           |                                           |                                           |  |  |                              |                              |                              |                              |                              |                              |  |  |
| |                                          |                                          |                                          |                                          |                                          | 黃雨萱 1998年 （6歲）        | 黃雨萱 1998年 （6歲）        | 黃雨萱 1998年 （6歲）        | 黃雨萱 1998年 （6歲）        | 黃雨萱 1998年 （6歲）        | 黃雨萱 1998年 （6歲）        |  |  |                              |                              |                              |                              |                              |                              |                              |                              |  |  |  |  |                                      |                                      |                                      |                                      |                                      |                                      | 黃雨萱 2010年 （18歲）       | 黃雨萱 2010年 （18歲）       | 黃雨萱 2010年 （18歲）       | 黃雨萱 2010年 （18歲）       | 黃雨萱 2010年 （18歲）       | 黃雨萱 2010年 （18歲）       |                                     |                                     |                                     |                                     |                                     |                                     |  |  |  |  |                                           |                                           |                                           |                                           |                                           |                                           |  |  | 黃雨萱 2019年 （27歲）       | 黃雨萱 2019年 （27歲）       | 黃雨萱 2019年 （27歲）       | 黃雨萱 2019年 （27歲）       | 黃雨萱 2019年 （27歲）       | 黃雨萱 2019年 （27歲）       |  |  |
| |                                          |                                          |                                          |                                          |                                          | 黃雨萱 1998年 （6歲）        | 黃雨萱 1998年 （6歲）        | 黃雨萱 1998年 （6歲）        | 黃雨萱 1998年 （6歲）        | 黃雨萱 1998年 （6歲）        | 黃雨萱 1998年 （6歲）        |  |  |                              |                              |                              |                              |                              |                              |                              |                              |  |  |  |  |                                      |                                      |                                      |                                      |                                      |                                      | 黃雨萱 2010年 （18歲）       | 黃雨萱 2010年 （18歲）       | 黃雨萱 2010年 （18歲）       | 黃雨萱 2010年 （18歲）       | 黃雨萱 2010年 （18歲）       | 黃雨萱 2010年 （18歲）       |                                     |                                     |                                     |                                     |                                     |                                     |  |  |  |  |                                           |                                           |                                           |                                           |                                           |                                           |  |  | 黃雨萱 2019年 （27歲）       | 黃雨萱 2019年 （27歲）       | 黃雨萱 2019年 （27歲）       | 黃雨萱 2019年 （27歲）       | 黃雨萱 2019年 （27歲）       | 黃雨萱 2019年 （27歲）       |  |  |
| 陳韻如與 李子維、莫俊傑相識 1998年 | 陳韻如與 李子維、莫俊傑相識 1998年       | 陳韻如與 李子維、莫俊傑相識 1998年       | 陳韻如與 李子維、莫俊傑相識 1998年       | 陳韻如與 李子維、莫俊傑相識 1998年       | 陳韻如與 李子維、莫俊傑相識 1998年       |                              |                              |                              |                              |                              |                              |  |  | 莫俊傑入獄 1999年            | 莫俊傑入獄 1999年            | 莫俊傑入獄 1999年            | 莫俊傑入獄 1999年            | 莫俊傑入獄 1999年            | 莫俊傑入獄 1999年            |                              |                              |  |  |  |  |                                      |                                      |                                      |                                      |                                      |                                      |                              |                              |                              |                              |                              |                              | 黃雨萱與王詮勝（李子維）相愛 2012年 | 黃雨萱與王詮勝（李子維）相愛 2012年 | 黃雨萱與王詮勝（李子維）相愛 2012年 | 黃雨萱與王詮勝（李子維）相愛 2012年 | 黃雨萱與王詮勝（李子維）相愛 2012年 | 黃雨萱與王詮勝（李子維）相愛 2012年 |  |  |  |  |                                           |                                           |                                           |                                           |                                           |                                           |  |  | 黃雨萱與李子維相認 2019年    | 黃雨萱與李子維相認 2019年    | 黃雨萱與李子維相認 2019年    | 黃雨萱與李子維相認 2019年    | 黃雨萱與李子維相認 2019年    | 黃雨萱與李子維相認 2019年    |  |  |
| 陳韻如與 李子維、莫俊傑相識 1998年 | 陳韻如與 李子維、莫俊傑相識 1998年       | 陳韻如與 李子維、莫俊傑相識 1998年       | 陳韻如與 李子維、莫俊傑相識 1998年       | 陳韻如與 李子維、莫俊傑相識 1998年       | 陳韻如與 李子維、莫俊傑相識 1998年       |                              |                              |                              |                              |                              |                              |  |  | 莫俊傑入獄 1999年            | 莫俊傑入獄 1999年            | 莫俊傑入獄 1999年            | 莫俊傑入獄 1999年            | 莫俊傑入獄 1999年            | 莫俊傑入獄 1999年            |                              |                              |  |  |  |  |                                      |                                      |                                      |                                      |                                      |                                      |                              |                              |                              |                              |                              |                              | 黃雨萱與王詮勝（李子維）相愛 2012年 | 黃雨萱與王詮勝（李子維）相愛 2012年 | 黃雨萱與王詮勝（李子維）相愛 2012年 | 黃雨萱與王詮勝（李子維）相愛 2012年 | 黃雨萱與王詮勝（李子維）相愛 2012年 | 黃雨萱與王詮勝（李子維）相愛 2012年 |  |  |  |  |                                           |                                           |                                           |                                           |                                           |                                           |  |  | 黃雨萱與李子維相認 2019年    | 黃雨萱與李子維相認 2019年    | 黃雨萱與李子維相認 2019年    | 黃雨萱與李子維相認 2019年    | 黃雨萱與李子維相認 2019年    | 黃雨萱與李子維相認 2019年    |  |  |
| |                                          |                                          |                                          |                                          |                                          |                              |                              |                              |                              |                              |                              |  |  |                              |                              |                              |                              |                              |                              |                              |                              |  |  |  |  |                                      |                                      |                                      |                                      |                                      |                                      | ▶ 李子維靈魂穿越至王詮勝身上 |                              |                              |                              |                              |                              |                                     |                                     |                                     |                                     |                                     |                                     |  |  |  |  |                                           |                                           |                                           |                                           |                                           |                                           |  |  |                              |                              |                              |                              |                              |                              |  |  |
| |                                          |                                          |                                          |                                          |                                          |                              |                              |                              |                              |                              |                              |  |  |                              |                              |                              |                              |                              |                              |                              |                              |  |  |  |  |                                      |                                      |                                      |                                      |                                      |                                      |                              |                              |                              |                              |                              |                              |                                     |                                     |                                     |                                     |                                     |                                     |  |  |  |  |                                           |                                           |                                           |                                           |                                           |                                           |  |  |                              |                              |                              |                              |                              |                              |  |  |
| |                                          |                                          |                                          |                                          |                                          | 李子維 1998年 （17歲）       | 李子維 1998年 （17歲）       | 李子維 1998年 （17歲）       | 李子維 1998年 （17歲）       | 李子維 1998年 （17歲）       | 李子維 1998年 （17歲）       |  |  |                              |                              | 李子維 2003年，車禍 （22歲） | 李子維 2003年，車禍 （22歲） | 李子維 2003年，車禍 （22歲） | 李子維 2003年，車禍 （22歲） | 李子維 2003年，車禍 （22歲） | 李子維 2003年，車禍 （22歲） |  |  |  |  | 莫俊傑出獄 莫俊傑自殺 2008年（27歲） | 莫俊傑出獄 莫俊傑自殺 2008年（27歲） | 莫俊傑出獄 莫俊傑自殺 2008年（27歲） | 莫俊傑出獄 莫俊傑自殺 2008年（27歲） | 莫俊傑出獄 莫俊傑自殺 2008年（27歲） | 莫俊傑出獄 莫俊傑自殺 2008年（27歲） |                              |                              |                              |                              |                              |                              |                                     |                                     |                                     |                                     |                                     |                                     |  |  |  |  | 李子維與王詮勝（李子維）在機場碰面 2017年 | 李子維與王詮勝（李子維）在機場碰面 2017年 | 李子維與王詮勝（李子維）在機場碰面 2017年 | 李子維與王詮勝（李子維）在機場碰面 2017年 | 李子維與王詮勝（李子維）在機場碰面 2017年 | 李子維與王詮勝（李子維）在機場碰面 2017年 |  |  | 李子維 2019年，死亡 （38歲） | 李子維 2019年，死亡 （38歲） | 李子維 2019年，死亡 （38歲） | 李子維 2019年，死亡 （38歲） | 李子維 2019年，死亡 （38歲） | 李子維 2019年，死亡 （38歲） |  |  |
| |                                          |                                          |                                          |                                          |                                          |                              | 李子維 1998年 （17歲）       | 李子維 1998年 （17歲）       | 李子維 1998年 （17歲）       | 李子維 1998年 （17歲）       | 李子維 1998年 （17歲）       |  |  |                              |                              | 李子維 2003年，車禍 （22歲） | 李子維 2003年，車禍 （22歲） | 李子維 2003年，車禍 （22歲） | 李子維 2003年，車禍 （22歲） | 李子維 2003年，車禍 （22歲） | 李子維 2003年，車禍 （22歲） |  |  |  |  | 莫俊傑出獄 莫俊傑自殺 2008年（27歲） | 莫俊傑出獄 莫俊傑自殺 2008年（27歲） | 莫俊傑出獄 莫俊傑自殺 2008年（27歲） | 莫俊傑出獄 莫俊傑自殺 2008年（27歲） | 莫俊傑出獄 莫俊傑自殺 2008年（27歲） | 莫俊傑出獄 莫俊傑自殺 2008年（27歲） |                              |                              |                              |                              |                              |                              |                                     |                                     |                                     |                                     |                                     |                                     |  |  |  |  | 李子維與王詮勝（李子維）在機場碰面 2017年 | 李子維與王詮勝（李子維）在機場碰面 2017年 | 李子維與王詮勝（李子維）在機場碰面 2017年 | 李子維與王詮勝（李子維）在機場碰面 2017年 | 李子維與王詮勝（李子維）在機場碰面 2017年 | 李子維與王詮勝（李子維）在機場碰面 2017年 |  |  | 李子維 2019年，死亡 （38歲） | 李子維 2019年，死亡 （38歲） | 李子維 2019年，死亡 （38歲） | 李子維 2019年，死亡 （38歲） | 李子維 2019年，死亡 （38歲） | 李子維 2019年，死亡 （38歲） |  |  |
| |                                          |                                          |                                          |                                          |                                          |                              |                              |                              |                              |                              |                              |  |  |                              |                              |                              |                              |                              |                              |                              |                              |  |  |  |  |                                      |                                      |                                      |                                      |                                      |                                      | 王詮勝 2010年，跳海 （18歲） | 王詮勝 2010年，跳海 （18歲） | 王詮勝 2010年，跳海 （18歲） | 王詮勝 2010年，跳海 （18歲） | 王詮勝 2010年，跳海 （18歲） | 王詮勝 2010年，跳海 （18歲） |                                     |                                     |                                     |                                     |                                     |                                     |  |  |  |  | 王詮勝（李子維） 2017年，空難             | 王詮勝（李子維） 2017年，空難             | 王詮勝（李子維） 2017年，空難             | 王詮勝（李子維） 2017年，空難             | 王詮勝（李子維） 2017年，空難             | 王詮勝（李子維） 2017年，空難             |  |  |                              |                              |                              |                              |                              |                              |  |  |
| |                                          |                                          |                                          |                                          |                                          |                              |                              |                              |                              |                              |                              |  |  |                              |                              |                              |                              |                              |                              |                              |                              |  |  |  |  |                                      |                                      |                                      |                                      |                                      |                                      | 王詮勝 2010年，跳海 （18歲） | 王詮勝 2010年，跳海 （18歲） | 王詮勝 2010年，跳海 （18歲） | 王詮勝 2010年，跳海 （18歲） | 王詮勝 2010年，跳海 （18歲） | 王詮勝 2010年，跳海 （18歲） |                                     |                                     |                                     |                                     |                                     |                                     |  |  |  |  | 王詮勝（李子維） 2017年，空難             | 王詮勝（李子維） 2017年，空難             | 王詮勝（李子維） 2017年，空難             | 王詮勝（李子維） 2017年，空難             | 王詮勝（李子維） 2017年，空難             | 王詮勝（李子維） 2017年，空難             |  |  |                              |                              |                              |                              |                              |                              |  |  |
| |                                          |                                          |                                          |                                          |                                          |                              |                              |                              |                              |                              |                              |  |  |                              |                              |                              |                              |                              |                              |                              |                              |  |  |  |  |                                      |                                      |                                      |                                      |                                      |                                      |                              |                              |                              |                              |                              |                              | ◀ 李子維靈魂穿越回2003年            |                                     |                                     |                                     |                                     |                                     |  |  |  |  |                                           |                                           |                                           |                                           |                                           |                                           |  |  |                              |                              |                              |                              |                              |                              |  |  |
| |                                          |                                          |                                          |                                          |                                          |                              |                              |                              |                              |                              |                              |  |  |                              |                              |                              |                              |                              |                              |                              |                              |  |  |  |  |                                      |                                      |                                      |                                      |                                      |                                      |                              |                              |                              |                              |                              |                              |                                     |                                     |                                     |                                     |                                     |                                     |  |  |  |  |                                           |                                           |                                           |                                           |                                           |                                           |  |  |                              |                              |                              |                              |                              |                              |  |  |
| 謝宗儒解救陳韻如 謝芝齊襲擊陳韻如 1998年 | 謝宗儒解救陳韻如 謝芝齊襲擊陳韻如 1998年 | 謝宗儒解救陳韻如 謝芝齊襲擊陳韻如 1998年 | 謝宗儒解救陳韻如 謝芝齊襲擊陳韻如 1998年 | 謝宗儒解救陳韻如 謝芝齊襲擊陳韻如 1998年 | 謝宗儒解救陳韻如 謝芝齊襲擊陳韻如 1998年 |                              |                              |                              |                              |                              |                              |  |  |                              |                              |                              |                              |                              |                              |                              |                              |  |  |  |  |                                      |                                      |                                      |                                      |                                      |                                      |                              |                              |                              |                              |                              |                              |                                     |                                     |                                     |                                     |                                     |                                     |  |  |  |  |                                           |                                           |                                           |                                           |                                           |                                           |  |  | 謝芝齊殺害李子維 2019年      | 謝芝齊殺害李子維 2019年      | 謝芝齊殺害李子維 2019年      | 謝芝齊殺害李子維 2019年      | 謝芝齊殺害李子維 2019年      | 謝芝齊殺害李子維 2019年      |  |  |
| 謝宗儒解救陳韻如 謝芝齊襲擊陳韻如 1998年 | 謝宗儒解救陳韻如 謝芝齊襲擊陳韻如 1998年 | 謝宗儒解救陳韻如 謝芝齊襲擊陳韻如 1998年 | 謝宗儒解救陳韻如 謝芝齊襲擊陳韻如 1998年 | 謝宗儒解救陳韻如 謝芝齊襲擊陳韻如 1998年 | 謝宗儒解救陳韻如 謝芝齊襲擊陳韻如 1998年 |                              |                              |                              |                              |                              |                              |  |  |                              |                              |                              |                              |                              |                              |                              |                              |  |  |  |  |                                      |                                      |                                      |                                      |                                      |                                      |                              |                              |                              |                              |                              |                              | ◀ 謝芝齊靈魂穿越至哥哥謝宗儒身上    |                                     |                                     |                                     |                                     |                                     |  |  |  |  |                                           |                                           |                                           |                                           |                                           |                                           |  |  | 謝芝齊殺害李子維 2019年      | 謝芝齊殺害李子維 2019年      | 謝芝齊殺害李子維 2019年      | 謝芝齊殺害李子維 2019年      | 謝芝齊殺害李子維 2019年      | 謝芝齊殺害李子維 2019年      |  |  |
| |                                          |                                          |                                          |                                          |                                          |                              |                              |                              |                              |                              |                              |  |  |                              |                              |                              |                              |                              |                              |                              |                              |  |  |  |  |                                      |                                      |                                      |                                      |                                      |                                      |                              |                              |                              |                              |                              |                              |                                     |                                     |                                     |                                     |                                     |                                     |  |  |  |  |                                           |                                           |                                           |                                           |                                           |                                           |  |  |                              |                              |                              |                              |                              |                              |  |  |
| |                                          |                                          |                                          |                                          |                                          | 謝宗儒 1998年，昏迷 （17歲） | 謝宗儒 1998年，昏迷 （17歲） | 謝宗儒 1998年，昏迷 （17歲） | 謝宗儒 1998年，昏迷 （17歲） | 謝宗儒 1998年，昏迷 （17歲） | 謝宗儒 1998年，昏迷 （17歲） |  |  | 謝宗儒 1999年 （18歲）       | 謝宗儒 1999年 （18歲）       | 謝宗儒 1999年 （18歲）       | 謝宗儒 1999年 （18歲）       | 謝宗儒 1999年 （18歲）       | 謝宗儒 1999年 （18歲）       |                              |                              |  |  |  |  |                                      |                                      |                                      |                                      |                                      |                                      |                              |                              |                              |                              |                              |                              |                                     |                                     |                                     |                                     |                                     |                                     |  |  |  |  |                                           |                                           |                                           |                                           |                                           |                                           |  |  | 謝芝齊 2019年，被捕 （32歲） | 謝芝齊 2019年，被捕 （32歲） | 謝芝齊 2019年，被捕 （32歲） | 謝芝齊 2019年，被捕 （32歲） | 謝芝齊 2019年，被捕 （32歲） | 謝芝齊 2019年，被捕 （32歲） |  |  |
| |                                          |                                          |                                          |                                          |                                          | 謝宗儒 1998年，昏迷 （17歲） | 謝宗儒 1998年，昏迷 （17歲） | 謝宗儒 1998年，昏迷 （17歲） | 謝宗儒 1998年，昏迷 （17歲） | 謝宗儒 1998年，昏迷 （17歲） | 謝宗儒 1998年，昏迷 （17歲） |  |  | 謝宗儒 1999年 （18歲）       | 謝宗儒 1999年 （18歲）       | 謝宗儒 1999年 （18歲）       | 謝宗儒 1999年 （18歲）       | 謝宗儒 1999年 （18歲）       | 謝宗儒 1999年 （18歲）       |                              |                              |  |  |  |  |                                      |                                      |                                      |                                      |                                      |                                      |                              |                              |                              |                              |                              |                              |                                     |                                     |                                     |                                     |                                     |                                     |  |  |  |  |                                           |                                           |                                           |                                           |                                           |                                           |  |  | 謝芝齊 2019年，被捕 （32歲） | 謝芝齊 2019年，被捕 （32歲） | 謝芝齊 2019年，被捕 （32歲） | 謝芝齊 2019年，被捕 （32歲） | 謝芝齊 2019年，被捕 （32歲） | 謝芝齊 2019年，被捕 （32歲） |  |  |
| |                                          |                                          |                                          |                                          |                                          |                              |                              |                              |                              |                              |                              |  |  |                              |                              |                              |                              |                              |                              |                              |                              |  |  |  |  |                                      |                                      |                                      |                                      |                                      |                                      |                              |                              |                              |                              |                              |                              | ▶ 謝芝齊靈魂穿越回2019年            |                                     |                                     |                                     |                                     |                                     |  |  |  |  |                                           |                                           |                                           |                                           |                                           |                                           |  |  |                              |                              |                              |                              |                              |                              |  |  |
| |                                          |                                          |                                          |                                          |                                          |                              |                              |                              |                              |                              |                              |  |  |                              |                              |                              |                              |                              |                              |                              |                              |  |  |  |  |                                      |                                      |                                      |                                      |                                      |                                      |                              |                              |                              |                              |                              |                              |                                     |                                     |                                     |                                     |                                     |                                     |  |  |  |  |                                           |                                           |                                           |                                           |                                           |                                           |  |  |                              |                              |                              |                              |                              |                              |  |  |

### 分集列表
註：本劇以「Track」標示各集集數。分集標題由作家不朽創作。
| Track | 標題                                               | 首播日期       | 收視率 |
| --- | -------------------------------------------------- | -------------- | ------ |
| 1 | 想念離我如此之近，才發現你多遙不可及。             | 2019年11月17日 | 0.54   |
| 王詮勝發生空難已過了兩年，黃雨萱在那之後從未在他人面前表現出悲傷和難過，就像他從沒離開過一樣。陳韻如在唱片行打工的某天，如常在店裡播放她最喜歡的歌曲，沒發現店裡走進兩位客人──李子維和莫俊傑。子維和俊傑是童年好友和同班同學，子維發現俊傑有了暗戀的女生卻不敢追求，於是拉著他來到唱片行。子維問及韻如剛哼的那首歌名，她低著頭怯怯回應是伍佰的Last Dance，他想買這首歌的專輯卡帶卻剛好缺貨，他不忘替俊傑製造機會要他留下資料，俊傑害羞回絕。子維對韻如說到貨之後一定要打給他，隨即離開唱片行。韻如拿起留有子維聯絡方式的字條，回想起他方才的燦爛笑容，感受到前所未有的怦然心動。         |                                                    |                |        |
| 2 | 你的出現，就足夠佔據我餘生的那些年。               | 2019年11月24日 | 0.57   |
| 黃雨萱用APP找到王詮勝和與自己長相相同的女生的合照。循著照片中的背景──32唱片行，她的好友昆布調查到一家32咖啡館，並得知照片上是老闆吳文磊的外甥女──陳韻如，而她早在1999年逝世。李子維和莫俊傑不覺滲入陳韻如的生活，韻如對子維的好感漸漸升溫。他們在韻如十七歲生日當晚為她慶生，回家時她鼓起勇氣向子維告白，但他為了好友俊傑直接拒絕了她。韻如發現凌亂的家中空無一人，她著急難過地出門找尋家人。雨萱在參加詮勝的喪禮後，收到一個未署名的包裹，裏頭裝著隨身聽和伍佰的《愛情的盡頭》專輯卡帶，她在客運上聽著Last Dance睡去；轉瞬間她在病床上甦醒，眼前出現她一直一直想念的他。                |                                                    |                |        |
| 3 | 失去了你的時間裡面，我的世界從未往前。             | 2019年12月1日  | 0.73   |
| 李子維到醫院探望住院的陳韻如，她醒來後哭著抱緊他。她腦中閃現許多混亂的記憶，舅舅吳文磊說她頭部的傷勢非車禍造成、是被人以鈍器擊中。俊傑認為子維拒絕韻如的告白，才讓她在難過下發生意外。子維因俊傑的話找韻如談心，她說自己像做了一個很久很久的夢，夢裡的他們叫黃雨萱和王詮勝。俊傑和子維陪韻如到案發現場回想事發經過，之後俊傑向她告白，她卻對他說的故事感到陌生。日復一日她慢慢適應現在的生活，好像曾作為黃雨萱的人生只是一場夢。韻如在唱片行打工的某天，刑警前來詢問案發經過，並拿出現場物證照，照片裡是一枚熟悉的助聽器。雨萱被司機喚醒，她記得剛身在唱片行，此時卻醒在臺北的客運上。   |                                                    |                |        |
| 4 | 所有的離別，都是我在練習失去你。                   | 2019年12月8日  | 0.83   |
| 黃雨萱發現自己傳給王詮勝的訊息全顯示為已讀。同事阿脫和凜月查出王詮勝手機號碼的使用位置為32咖啡館。雨萱在公車窗外看見一名與王詮勝相貌相似的男人，她下車追趕卻未追上。之後她來到長期看診的身心科診所，將變成韻如的夢境告訴醫師謝芝齊。她再次來到32咖啡館，老闆吳文磊將夢中韻如的日記本交給她，告訴她這一切都是真實發生的。雨萱收拾家中王詮勝的物品向他道別，偶然下看到韻如的日記本上寫著「他就是王詮勝」，讓她戴上耳機再度穿越。雨萱醒來後身在32唱片行、回到之前曾經歷的時間點。她想起從前和王詮勝說過，如果有一天能回到過去，她會去找他，告訴他自己就是他唯一可以喜歡、可以愛的人。       |                                                    |                |        |
| 5 | 要我怎麼穿越時間，重新和你相識一遍。               | 2019年12月15日 | 0.96   |
| 李子維對於性格驟變的陳韻如（黃雨萱）產生好奇；雨萱在子維身上看到許多王詮勝的影子。雨萱受2019年的吳文磊所託，請她回到過去改變韻如被殺害的命運。她將自己不是陳韻如的真相告訴1998年的吳文磊，然而當時的他並不相信。莫俊傑因韻如遇襲現場查獲的助聽器，被警方列為關係人帶往警局調查。隔天他因案件面臨被休學的處境，在雨萱向警方解釋後，俊傑得以洗刷冤屈。雨萱參加班際籃球比賽，眾人對「陳韻如」的改變感到新奇，她越發高調行事，希望能藉此引出攻擊韻如的兇手。各班級開放登記加洗班際籃球賽的照片，子維與俊傑班級的班長也登記加洗韻如的照片，他翻看藏在課本下的韻如偷拍照，流露出詭異的笑容。   |                                                    |                |        |
| 6 | 在想念的時候，就把溫柔的自己都用完了。             | 2019年12月22日 | 1.14   |
| 黃雨萱發現弟弟陳思源因媽媽從事的工作遭受同學霸凌，思源因自尊心不肯坦承。在子維的主意下，三人化身混混替思源解危，韻如姊弟間的感情逐漸破冰。子維在放學路上遇到一個迷路的六歲小女孩，花了他許多錢吃吃喝喝，當她問他喜歡甚麼樣的女生，他的腦中出現韻如（雨萱）的模樣。子維載小女孩回家後，她說自己叫「黃雨萱」，要大哥哥不能忘記她。雨萱目睹子維拒絕蔡雯柔的告白，她想起王詮勝也曾用相同方式拒絕女生。隔天一早雨萱發現課桌抽屜裡放了一疊自己的偷拍照，她猜測是兇手給韻如的警告。子維和俊傑送雨萱到唱片行打工的途中下起大雨，三人在雨中奔跑著，子維看著雨萱的背影，終於察覺自己對雨萱的感情。 |                                                    |                |        |
| 7 | 慢慢把自己擱淺在無法拼湊的昨天。                   | 2019年12月29日 | 0.92   |
| 李子維告訴莫俊傑自己喜歡上了陳韻如（黃雨萱），並坦承自己在畢業後將移民加拿大。雨萱為讓兩人和好，說出自己以隨身聽穿越至此的事實。蔡雯柔因嫉妒趁雨萱更衣時偷拍，在夜晚將照片張貼在學校佈告欄，隔日她被發現死狀悽慘的陳屍在教室裡，且佈告欄的照片全部消失。俊傑懷疑殺害蔡雯柔的兇手，和攻擊韻如的是同一人。雨萱在子維桌上發現一幅雨中女孩背影的素描，同時雨萱在2019年被昆布叫醒。2003年正值SARS疫情的暑假，子維從加拿大回到臺灣探望在臺南監獄服刑的俊傑。他在返途中聽著Last Dance，在悲傷與疲勞駕駛下發生車禍。轉瞬間他沉沒在大海裡，再度甦醒時他發現自己躺在病床上、變成了王詮勝。         |                                                    |                |        |
| 8 | 有些喜歡能夠穿越時間，依然來到你面前。             | 2020年1月5日   | 1.25   |
| 王詮勝喜歡他的同班同學阿哲，他鼓起勇氣告白時，卻換來嫌惡的目光，隔天傳聞在學校傳開，他為了報復當眾強吻了阿哲，最後換來對方狠狠的一拳。絕望的詮勝來到海邊，看著無垠的海平線、往彼端的盡頭走去。李子維穿越至2010年成為王詮勝，他在早已關閉的32唱片行重遇吳文磊。子維依當年雨萱所述，努力重考上她就讀的大學，只為再一次和她相遇。他費盡心思終於找到了她，在新生報到第一天對她直球告白，她卻已有男友。大受打擊的子維，這才體會雨萱穿越成為韻如的心情，他想起當時她曾說過王詮勝追求她的方法，決定重新對她展開追求。2008年的臺南，莫俊傑歷經九年刑期出獄，來迎接他的是許久未見的好友李子維。   |                                                    |                |        |
| 9 | 你一不小心，就掉落進我的夢裡。                     | 2020年1月12日  | 1.30   |
| 黃雨萱對王詮勝（李子維）的追求起初感到困擾，但也日漸感覺詮勝就像是為了和她相遇，才出現在她面前。雨萱在19歲生日被男友劈腿，難過的她看到默默替她慶生的子維，內心相當感動，兩人的距離日漸拉近。一次子維在雨萱身體不適時送她回家，她說要他記住他們在一起的第一天。子維接莫俊傑出獄後，莫奶奶突然病倒，俊傑氣憤又自責無法照顧好奶奶。莫奶奶最終仍久病離世，他們送完奶奶最後一程後一起喝酒敘舊，聊起往事像從前一樣開懷大笑。俊傑待子維睡去後，為奶奶上最後一炷香。子維醒來不見俊傑蹤影，他想起吳文磊說過俊傑在出獄後不久，便在韻如死亡的地點跳樓自殺，他趕到後仍來不及阻止俊傑在眼前一躍而下。 |                                                    |                |        |
| 10 | 我寧願這樣記得，你從未離開過我的世界。             | 2020年1月19日  | 1.55   |
| 黃雨萱和王詮勝（李子維）交往不久後同居。某天雨萱將外派到上海工作，他為改變未來決定向她求婚，但計劃因雨萱率先出發而泡湯。子維趕到機場時，2017年的子維現身勸他不要搭上死亡班機，他為不打破循環選擇登機。事發後子維的靈魂回到2003年，歷經十五年的思念等待雨萱穿越。2019年子維和雨萱相認後以真實身分陪伴彼此，她問道婚戒上所刻句子的意義。雨萱發現曾在1998年碰到謝宗儒，謝芝齊說謝宗儒是他的親哥哥，在高中畢業後因精神疾病進入療養院。當晚謝芝齊來到雨萱家，他趁機使用隨身聽穿越至1998年韻如遇襲當晚，醒來後他將雨萱迷昏，奪走隨身聽和韻如的日記本，最終子維被謝芝齊用花盆活活砸死。         |                                                    |                |        |
| 11 | 如果我不再如初，你是否會愛我如故。                 | 2020年2月2日   | 1.81   |
| 黃雨萱再度失去李子維，她懷疑一直找尋的兇手就是穿越至1998年的謝芝齊。她和吳文磊找到在療養院的謝宗儒，他在看清和韻如相貌相同的雨萱後精神崩潰。謝芝齊二度穿越為謝宗儒，引導小時候的自己喜歡上韻如；蔡雯柔張貼偷拍照當晚，他注射溴乙酸乙酯將她殺害後製成「標本」。謝芝齊於2019年被捕後，當場砸毀隨身聽。雨萱為拯救子維，使用勉強修復的隨身聽再度穿越。她醒來後回到在子維家中的時間點，看到子維後哭著緊抱他。他因擔心安全提議載她上下學，她感到竊喜。某天她問子維，如果她變回韻如，他是否還會關心自己？子維說他會到未來找到她、繼續喜歡她，之後她吻了他，告訴他「黃雨萱」現在就在他的面前。   |                                                    |                |        |
| 12 | 借我一點你的時光，許我一點美好難忘。               | 2020年2月9日   | 1.83   |
| 陳韻如奪回身體主控權，黃雨萱被困在韻如的心房裡，她假扮成雨萱，如此便能得到家人朋友的關愛，李子維也會留在她的身邊。她在日記本寫下「他就是王詮勝」，讓雨萱得以二度穿越、讓子維喜歡上自己。子維發現韻如的字跡、在雨中的身影，都和雨萱完全不同。謝芝齊到唱片行找上韻如，她害怕的反應讓他確認真正的「陳韻如」回來了。子維在公園直問韻如的身分，她傷心地對他撒謊雨萱從來都不存在、只是自己編造出來的人物。1999年2月14日小年夜，韻如恢復原樣，身邊的人都要求她不要再變回從前討厭的樣子。失去雨萱的子維難過不已，他雖認清雨萱只是韻如的謊言，但仍滿腦都是她。絕望心死的韻如，對謝芝齊露出微笑。  |                                                    |                |        |
| 13 | 也不是所有碎片都能拼湊，就像那些昨天無法重新擁有。 | 2020年2月16日  | 2.35   |
| 黃雨萱終於知道害死陳韻如的正是自己。韻如想著依照未來在1999年的小年夜被人殺死，她與謝芝齊約在廢棄大樓，緊要關頭時他於2019年被捕回到未來。之後她在俊傑面前一躍而下，他為成全她的願望，自願頂罪被捕。雨萱的靈魂因韻如的死亡回到未來，一年後她在車上播放Last Dance，意外地穿越回韻如墜樓的前一秒，成功被俊傑救回。她請俊傑將卡帶銷毀，以阻止一連串的悲劇。雨萱和子維在海邊告別，過去改變後兩人隨風而逝，所有回憶與事物也消失殆盡。時間點回到韻如住院那天，陪在她身邊的人變成了俊傑。子維遇到了一個六歲小女孩，她問了大哥哥的名字，並告訴他自己的名字叫黃雨萱，和他約定絕對不能忘記她。       |                                                    |                |        |

## 迴響

### 收視與效應

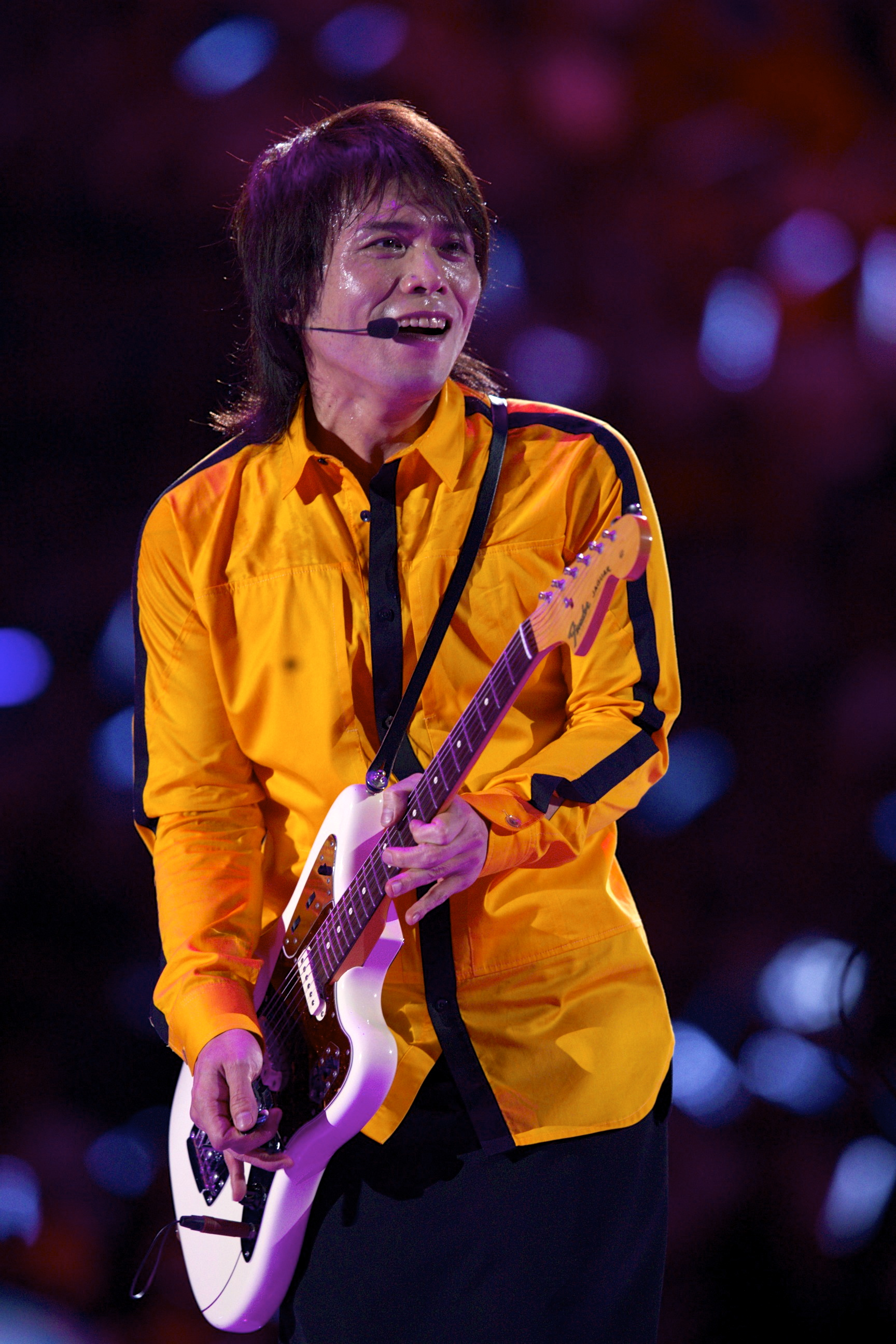
伍佰於1996年發行的歌曲，在劇集播出後再度翻紅

《想見你》播出起初反應平淡，隨著劇情節奏逐漸攀升、反轉不斷，開始在批踢踢引發討論，收視率亦穩定上升。中視首播收視率於同時段的四大無線臺位居冠軍，次週重播的衛視中文台也創下播出時段11年來收視率的新高。2020年2月16日播出大結局，4歲以上之平均收視率達2.35，全國收看觀眾達73萬5千人次，其中22至44歲收視率為3.23、女性25至39歲收視率為4.65；收視率高點落在最後李子維騎車載著小黃雨萱、後轉變為成人雨萱的場景，收視率達2.46；結局在各族群之收視率均創該劇新高，亦位居同時段收視率首位。此外，「想見你大結局」之關鍵字登上當日台灣Google搜尋排行第二名。衛視中文台於2020年2月22日重播最終回，收視率為1.01，其首播的獨家花絮收視率亦位居同時段首位，為該台13年來收視率最高的臺劇。據電視台統計，自開播至2020年2月24日，全臺共有607萬人次通過電視管道收看本劇，在愛奇藝台灣站亦突破千萬網路點擊率。
本劇於全球一百多個國家播出，被翻譯成多國語言版本。截至2020年2月，劇集於臺灣的OTT平台的累計點擊量為3千萬次，在中國大陸的騰訊、愛奇藝的累計播放次數則為7億次，版權銷售至海外數百個國家和地區，翻譯版本多達12種語言。劇集於中國大陸平台播出後，於多個媒體網站獲得高分評價。新浪微博上「想見你」的話題閱讀量逾60億次。劇集於南韓有線電視播出後，獲得好評與討論，登上韓國搜尋引擎NAVER的臺劇關鍵字搜索榜首位。劇集首播播畢後，截至2020年8月在亞洲已有25家海外公司向三鳳製作洽談改編版權。
《想見你》推出寫真書、小說、手札等周邊商品，其中原著小說預購首刷5,000本全數售罄，因此加碼印刷5,000本。滾石唱片發行《想見你》電視原聲帶限量精裝版，限量8,000張售罄絕版後，原聲帶之平裝版隨即同步發行。電視原聲帶發行後在臺灣多個排行榜獲得冠軍，並空降香港唱片商會銷量榜首位。
貫穿全劇的插曲伍佰&China Blue的Last Dance，於劇集播出後大受歡迎，其音樂錄影帶在YouTube的點擊率開始竄升。大結局播畢後，片頭曲Someday or One Day於KKBOX獲得西洋單曲日榜冠軍；片尾曲想見你想見你想見你蟬聯華語單曲日榜冠軍，同時插曲Last Dance亦飆升至前五名。劇集播畢的兩個月後，片尾曲想見你想見你想見你於KKBOX華語單曲日榜蟬聯48天冠軍以及蟬連華語單曲週榜6週冠軍，片頭曲Someday or One day於西洋單曲日榜蟬連10天冠軍，插曲Last Dance逆襲華語單曲日榜亞軍。截至2020年7月，片尾曲想見你想見你想見你於上半年的KKBOX華語年度累積榜獲得冠軍，插曲看見你的聲音、一天、逃亦位於榜上。片尾曲想見你想見你想見你為Spotify的2020年臺灣年度回顧榜單中臺灣最多串流收聽次數之歌曲；另該歌曲也為LINE MUSIC的2020年度音樂串流收聽次數最多的歌曲，並獲得年度最佳歌曲等排行冠軍；此外，在MyMusic的2020年度點聽排行榜華語單曲榜、以及2020年KKBOX華語年度百大單曲均獲得冠軍。
2020年末各大網站陸續公布年度榜單，本劇於影音平臺myVideo年度人氣劇集排行榜位居第三名；在Google年度搜尋排行榜，於台灣版榜單快速竄升戲劇位居第四名，為該榜排名最高的臺灣電視劇，並與《做工的人》及《我的婆婆怎麼那麼可愛》同時名列榜中；在KKTV 2020 K劇大賞獲得K劇風雲榜2020 熱播台劇冠軍。本劇於韓國OTT平台wavve公布的 2020 亞洲電視劇排行位居第五名。本劇於豆瓣2020年度電影榜單獲得評分最高華語劇集、年度熱門搜索影視冠軍、最受關注劇集第三名、許光漢獲得最受關注演員第二名（華人演員第一名）。

### 評價
影評雀雀在看完全劇後給予高度評價，她認為本劇是繼《我們與惡的距離》後，在戲劇結構、完整度及演員表現等都非常高分過關的電視劇，劇情超乎她所想像的深和廣，在容納多元元素之下，戲劇整體仍相當均值、毫無差錯，在劇中看得到電影所使用的鏡頭語彙，在細節上經得起檢視。《娛樂重擊》的MAPLE認為本劇結合奇幻懸疑與愛情的題材相當獨特，他認為許光漢的表演細膩區分高中時期的李子維與王詮勝，其魅力在導演的功力下發揮到極致；施柏宇演繹出莫俊傑的內斂與貼心，展現出有別以往的複雜演出與細節；柯佳嬿「如魚得水」地演出為其量身打造的角色黃雨萱，但在演繹高中生陳韻如時則稍嫌吃力；他認為《想見你》在奇幻懸疑解謎愛情的部分處理得有趣且相當漂亮，拍攝與演出均有穩定水準。媒體人柯志遠盛讚編劇的功底傑出，沈穩地描述層次複雜縝密的故事；柯佳嬿細膩紮實且成功地完成分飾兩角的艱鉅挑戰；許光漢飾演李子維極具魅力、對型對路，他的表演可謂「人戲一體」；施柏宇是他認為的驚喜亮點，在幾場莫俊傑壓抑與爆發的戲份看見其不可多得的夙慧。劇評林玫玲表示《想見你》在題材、劇本、敘事方式及演員表演等均相當優秀，她認為柯佳嬿的外在條件和演技成功詮釋角色的不同階段；許光漢演活高中生的燦爛、大學生的青春及男人的深情；施柏宇成功展示莫俊傑的純真與內斂；顏毓麟成功演繹反社會人格的謝芝齊；林鶴軒演活表面事不關己實則關心家人的中二屁孩；她認為《想見你》不存在逆齡演出的違和感，而該劇的成功歸功於擁有好劇本與好演員。

### 獎項
本劇於第55屆電視金鐘獎入圍六項、最終獲得四項獎項。製作人麻怡婷在獲得「節目創新獎」時發表感言：「我想把這個獎獻給所有的陳韻如、莫俊傑、王詮勝們，也許你們不覺得自己耀眼燦爛，但其實是你們的溫柔，讓這個世界變得美麗，你們不張揚，不代表你們不閃閃發亮」。華特迪士尼公司台灣及香港區的副總裁暨總經理申大為（David Shin）在獲得「戲劇節目獎」時致詞表示：「《想見你》的成功代表著一個里程碑，讓華特迪士尼公司在未來致力於支持投資台灣當地原創影視作品」。

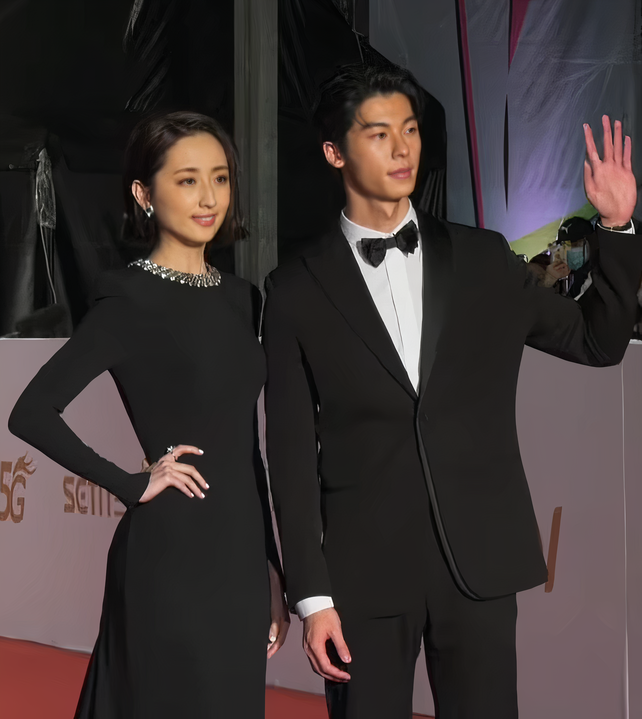
柯佳嬿與許光漢於第55屆金鐘獎星光大道

| 單位                       | 日期           | 獎項                 | 入圍者／作品             | 結果 | 參      |
| 第55屆金鐘獎               | 2020年9月26日  | 戲劇節目獎           | 戲劇節目獎               | 獲獎 | [ 148 ] |
| 第55屆金鐘獎               | 2020年9月26日  | 戲劇節目男主角獎     | 許光漢                   | 提名 | [ 148 ] |
| 第55屆金鐘獎               | 2020年9月26日  | 戲劇節目女主角獎     | 柯佳嬿                   | 獲獎 | [ 148 ] |
| 第55屆金鐘獎               | 2020年9月26日  | 戲劇節目編劇獎       | 簡奇峯、林欣慧           | 獲獎 | [ 148 ] |
| 第55屆金鐘獎               | 2020年9月26日  | 戲劇節目導演獎       | 黃天仁                   | 提名 | [ 148 ] |
| 第55屆金鐘獎               | 2020年9月26日  | 節目創新獎           | 節目創新獎               | 獲獎 | [ 148 ] |
| 釜山國際影展 亞洲內容大獎  | 2020年10月     | 最佳創作獎           | 最佳創作獎               | 提名 | [ 149 ] |
| 釜山國際影展 亞洲內容大獎  | 2020年10月     | 最佳亞洲戲劇獎       | 最佳亞洲戲劇獎           | 提名 | [ 149 ] |
| 亞洲影藝創意大獎           | 2020年12月3日  | 最佳原創劇本獎       | 簡奇峯、林欣慧           | 提名 | [ 150 ] |
| 亞洲電視大獎               | 2021年11月15日 | 最佳原創劇本獎       | 簡奇峯、林欣慧           | 獲獎 | [ 151 ] |
| 亞洲電視大獎               | 2021年11月15日 | 最佳導演獎（虛構類） | 黃天仁                   | 提名 | [ 151 ] |
| 亞洲電視大獎               | 2021年11月15日 | 最佳主題曲獎         | 孫盛希Someday or One Day | 獲獎 | [ 151 ] |
| 2020年度YAHOO!搜尋人氣大獎 | 2021年1月29日  | 人氣台灣戲劇獎       | 人氣台灣戲劇獎           | 獲獎 | [ 152 ] |
| 2020年度YAHOO!搜尋人氣大獎 | 2021年1月29日  | 人氣台灣戲劇主題曲獎 | 八三夭想見你想見你想見你 | 獲獎 | [ 152 ] |

### 衍生作品
劇集原班人馬於2021年3月宣布拍攝同名續篇電影《想見你》，由黃天仁執導，柯佳嬿、許光漢、施柏宇主演，並加入《比悲傷更悲傷的故事》的林孝謙擔任監製、呂安弦執筆劇本，於2022年12月正式上映。
韓國JYP娛樂旗下子公司NPIO娛樂與Lian Contents於2021年2月22日宣布將拍攝《想見你》韓國版電視劇，已獲得翻拍版權，正式進入製作階段。韓版於2022年3月31日宣布劇名定為《走進你的時間》（韓語：너의 시간 속으로），由安孝燮、全汝彬、姜勳主演，2023年9月8日於Netflix上線。